# 東京喰種角色列表
東京喰種角色列表是動畫、漫畫及小說《東京喰種》中登場的架空人物列表。
| 金木研               | 金木研 |
| -------------------- | --- |
| 《東京喰種》主角角色 | |
| 配音                 | 日本 - 花江夏樹 - 小堀友里繪（童年，第1部） - 櫻井優輝（童年，第2部） 香港 - 郭俊廷 - 鄧潔麗（童年，第1部） - 顧詠雪（童年，第2部） |
| 演員                 | - 電影版：窪田正孝（台灣配音：鍾少庭） - 舞台劇：小越勇輝（第1作）→松田凌（第2作）                                                  |
|                      | |
| 別名                 | 研（） 金木（） 眼罩（） 眼罩喰種（） 独眼之王                                                                                      |
| 年齡                 | 18歲⇒19歲⇒24歲 |
| 物種                 | 人類⇒半人半喰種 |
| 性別                 | 男性 |
| 星座                 | 射手座 |
| 血型                 | AB型 |
| 身高                 | 169公分⇒169.5公分 |
| 體重                 | 55公斤⇒58公斤 |
| 出生                 | 12月20日 |
| 职业                 | 大學生、咖啡店店員 |
| 親屬                 | 父母親（已故） 霧嶋董香（妻子） 金木一花（女兒）                                                                                    |
| 赫子                 | 鱗赫（赫者、移植自利世） |
| CCG代號              | - 眼罩喰種（） - 蜈蚣（） |
| 危險等級             | SS~級⇒SSS+~級 |
| 面具                 | 黑色的右眼罩＋口罩複合造型 |
| 名言                 | 『錯的不是我，而是這個世界』、『這個世界並沒有錯，只是單純存在而已』                                                                |
| 座右銘               | 座右銘是『與其傷害別人 寧可被別人傷害』                                                                                             |
| 東京喰種:re          | 以「佐佐木琲世」的身份登場 |

| 佐佐木琲世              | 佐佐木琲世                                     |
| ----------------------- | ---------------------------------------------- |
| 《東京喰種:re》主角角色 |                                                |
| 配音                    | 花江夏樹                                       |
|                         |                                                |
| 別名                    | 黑色死神（）（佐佐木）                         |
| 年齡                    | 22歲⇒23歲                                      |
| 物種                    | 人類 → 半人半喰種                              |
| 性別                    | 男性                                           |
| 星座                    | 白羊座                                         |
| 血型                    | AB型                                           |
| 身高                    | 1.70（5英尺7英寸）                             |
| 體重                    | [ 9 ]                                          |
| 出生                    | 4月2日                                         |
| 职业                    | 「喰種對策局」搜查官                           |
| CCG代號                 | 琲世（）⇒獨眼之王                              |
| 赫子                    | 鱗赫（赫者）                                   |
| 昆克                    | 甲赫／B級「 1/3」                              |
| 搜查官階級              | 三等搜查官 ⇒一等搜查官⇒上等搜查官⇒準特等搜查官 |
| 名言                    | ……我是幸福的夢。 醒來後流些眼淚就結束了。      |

| 喰種 | |
| 喰種咖啡廳，店名「Antique」直譯為古董、發音近「安定區」的日文。在青桐樹討伐戰後由董香和四方另建立「:re」的咖啡廳。 霧嶋董香 本作女主角。對人類存有一定的不信任感，但也嘗試接近、了解人類。性格溫柔與激情兼備，儘管言行粗魯、性格暴躁易怒，但同時亦有仁厚善良，為同伴設想的一面。有著體貼人的一面，不僅數度幫助研，也曾因為重視人類好友依子而強行進食她做的料理，卻因過度攝取人類食物而令赫子的力量減弱，無法發揮原本的實力。特徵是深藍色短髮、眼神冷淡，平時以劉海遮蓋右眼。 小時候父親霧嶋新被CCG活捉後，與弟弟絢都被人類鄰居揭發是喰種而四處流落。最後被喰種咖啡廳「安定區」的店長芳村功善收留，在店裡打工並開始上學，融入人類的生活。絢都此時因理念不同與董香決裂並獨自離家。 研和英被西尾錦襲擊時，將暴走的研打暈並送回安定區，並不希望研因把自己重視的人類好友吃掉而陷入痛苦。得知雛實母親被喰種搜查官殺害後，打算把在場的四名搜查官殺害（即草場一平、中島康智、亞門鋼太郎及真戶吳緒），那麼就沒有人能指認雛實是喰種，還能替雛實報仇。成功殺掉草場一平後襲擊中島康智，但被剛好到場的鋼太朗救回，更被吳緒用昆克反擊而負傷逃走。後來跟研假裝成高中生潛入CCG提供假資料，打算把真戶和亞門引到下水道。雛實發現到並外出，途中嗅到母親的味道，其實是真戶所埋伏的陷阱，董香趕到並獨力保護雛實，卻依然不敵真戶，後被雛實的混合型赫子所救，最後在真戶的脖子上劃開傷口使其失血過多而死，結果「兔子」也成為了CCG追捕的目標之一。 與月山習一戰中，因為吃依子給的的食物而無法發揮原本實力，吃了研肩膀的一口肉後恢復了赫子的力量，成功打敗月山習。本來要將知道自己、錦和研是喰種的貴未殺死，但因貴未說自己的赫子「好漂亮」而動搖並放棄念頭。 隨著與研相處的時間日漸增加而開始對他抱有特殊的情感。自搶救研作戰之後，由於研不想讓其接近喰種世界的黑暗面，所以刻意和董香保持了距離。準備報考上井大學理學院的生物學，志願是成為教師。在獨眼之梟討伐戰結束後和蓮示一起行動，並盼望著研歸來。 第二部故事中，與蓮示開了一間名叫「:re」的咖啡廳。得知是蓮示的姪女。而後來遇到了佐佐木琲世，儘管對方已不認識自己，但在琲世喝了董香的咖啡後，還是不由自主流下了淚水。與琲世的部下不知吟士、米林才子在醫院再度相遇，手捧鮮花，不知道探望對象為何人。對於琲世是否能夠找回「金木研」時期的記憶一事，仍相信著他一定會回來。採取被動等待、不干涉、不破壞對方現有生活的作法。在月山家被CCG討伐中，與眾人協助習逃亡。 得知雛實被CCG抓穫後，與萬丈數壹、蓮示、絢都率領6區喰種突破奎庫利亞，途中幫助絢都躲開貴將的攻擊。與研相遇後，告訴他“一會兒見”，意在鼓勵他擊敗貴將。與雛實會合後在喰種廢棄裝置處遭遇舊多二福，此時被在押的艾特掩護順利逃離。在底層又遭遇埋伏多時的田中丸望元和安浦清子，絢都因雛實被田中丸打傷而暴怒，上前攻擊，反被安浦重傷。緊要關頭董香在“：re”首度釋放赫子保護絢都免受二人攻擊，經過三年的時間，赫子變為兩片且更加豐滿(可釋放電流)，成功對二人進行回擊。但也因過度使用赫子而體力不支，拜託數壹為絢都治療，隨後研趕到為眾人解圍。 回到咖啡廳後，與研交談，隨後與其一同前往6區數壹的基地，成為研成立的“黑山羊”組織的一員後，受研安排留守“咖啡廳”在救醒真戶曉後與研互相表明心意後受到六月透和新庫因克斯班的突襲後撤退。後和研兩情相悅，並發生性關係。與研結婚，懷有研的孩子，在RE129話中請錦替自己尋找自己腹中胎兒的食物。 在黑山羊組織根據地被攻破時，研為對抗組織「V」陷入暴走狀態，董香和組織成員暫時逃離避難，跟著尋獲他們的英、曉和鋼太郎前往CCG請願，後來在返回尋找研途中遭透和安浦晋三平突襲，導致美座重傷，隨後在趕來現場處理的QS班協助下成功逃走，其後負責看護受「ROS」感染的才子。 劇末產下一女「金木一花」，於東京保衛戰結束的六年後，同時懷有和研的第二個孩子。 芳村功善（） 聲優：菅生隆之／楠大典〈青年時期〉（日本）；鄧肇基→利耀堂（re）（香港） 舞台劇演員：加藤忠可／電影版演員：村井國夫（台灣配音：李香生→梁興昌） 物種：喰種／CCG代號：不殺之梟（）SSS級／赫子：羽赫（赫者） 通稱：店長／安定區咖啡廳「Antique」的店長，是一個總帶著笑容的慈祥老人，負責協調東京第20區眾多喰種之間的糾紛，平常委託強悍的喰種儲備「食糧」，救濟無法自行捕食的喰種。身上擁有六個赫包的強大喰種，被CCG列為SSS級喰種「不殺之梟」。 曾為V組織的「清掃人」，負責消滅敵對喰種勢力和搜查官，吞食過大量的喰種。同時在那時期與名叫憂那的人類女記者相愛，並誕下女兒艾特，加上最初與舊多二福（和修舊多宗太）理念不合且分道揚鑣的關係，對於V組職已經有心生退卻之意。後來因憂那被V組織發現是一直在搜集喰種資料的記者，被組織下令親手殺死憂那，為此他下定決心脫離組織，帶著憂那與女兒連夜逃亡，V組織派出刺客追殺三人，憂那為了保護他而犧牲，之後出於對女兒的安全考慮將其送去24區後，將自己隱藏起來，至此下落不明，而V組織念在他是初代成員之一，因此殺了憂那之後便沒有追究。 之後聽到有關「獨眼之梟」的傳聞，推斷為自己的女兒艾特，因而喬裝為「獨眼之梟」攻入CCG，希望能保護艾特。因拒絕向「V」交出獨眼之梟的資訊與組織有隔閡。 在青桐樹事件時被CCG認為是SSS級喰種「獨眼之梟」，但在黑磐懷疑及調查過後確定芳村店長是假扮「獨眼之梟」的「不殺之梟」。獨眼之梟討伐戰中獨自一人與CCG的部隊戰鬥，戰敗暈厥，後被艾特帶走，並成為嘉納醫生的實驗對象。目前已有一個成功移植的案例，為搜查官瀧澤政道。 四方蓮示（） 聲優：中村悠一（日本）；楊耀泰→杜景煜（re）（香港） 舞台劇演員：吉田友一／電影版演員：柳俊太郎（台灣配音：蔡宇軒→梁興昌） 物種：喰種／CCG代號：烏鴉SS級／赫子：羽赫／面具：烏鴉 通稱：四方（）／生日：7月9日／血型：A型／身高：1.82（5英尺111⁄2英寸）／體重： 銀色頭髮的喰種，面目英俊，沉默寡言、性格溫柔沉穩、為人冷靜。有著平時身穿連帽的風衣，喜歡喝芳村店長的咖啡。實力高強，擅長格鬥技巧。是董香和絢都的舅舅，與詩和系璃是好友，特別與詩關係親密。酒量極差，只要喝酒個性就會180度大轉變，變得很愛嘮叨還會做出許多脫序的事情，在隔天酒醒後會記得一清二楚。 年少時姊姊被貴將殺害，因此對其懷恨在心，後來四處流浪時在4區認識詩和系璃並與兩人成為朋友。待在4區期間曾與有馬發生過戰鬥，但不敵有馬而戰敗，後被芳村店長救出並被其收留和感化，曾短暫在「Antique」工作過。在進入20區後幫助芳村店長蒐集情報，與蒐集用作食糧的自殺者遺體為無法自己覓食的喰種提供食物。 曾幫助金木訓練他的格鬥技巧，此外曾被發狂的金木貫穿身體，卻一點事也沒有。青桐樹討伐戰和安定區同伴一起潛入青桐樹營救金木。在嘉納醫生的實驗基地中，將成為實驗品的神代利世救出。於獨眼之梟討伐戰中帶著董香撤離安定區，戰後和董香一起行動。 第二部故事中，與董香經營一間「:re」的咖啡廳。認出佐佐木琲世就是金木研，在月山家驅逐戰的和董香一起護送月山習離開。 與董香前去庫克利亞解救雛實，逃離實遭遇有馬的襲擊並與之對戰，戰鬥中為董香擋下有馬的攻擊，後擊毀有馬的鳴神，最後仍不敵有馬，與董香等人逃往收容所底層的沖壓機工廠。戰後回到咖啡店，在金木宣布成為獨眼之王後隨同夥伴加入黑山羊。在黑山羊討伐戰中囑咐雛實帶著懷孕的董香逃跑，對戰並重傷六月透及安浦晉三平兩人，在負傷的情況下仍然想去營救董香等人，後來被受到唄的保護救回。 在金木爆走成“龍”後，為擋住V和小丑組織的進攻，擋住在詩的面前並與其決鬥，戰鬥期間處於下風並被詩重創，對詩的小丑存在理論表示反對，認為詩是自己的朋友不願意下殺手，聽完後的詩開啟赫者型態表示要吃掉四方，後發現詩並沒有動真本事戰鬥，只是單純玩弄自己。最後將詩引到高壓電塔上並配合赫子釋放的高壓電流給予詩致命一擊。向詩表示我們已經長大成人不能永遠玩下去，其實詩一直想幫助四方復仇，四方表示但為了不失去的話只有面對一切，並表示董香和金木的經歷讓自己知道世界還有希望，在詩聽完四方的話後已經釋懷兩人關係恢復成單純的摯友。 故事結局於東京保衛戰結束的六年後，一邊對付詩他們的襲擊，一邊抽空探視董香和金木的女兒。 西尾錦（） 聲優：淺沼晉太郎／阿久津秀壽【童年時期】（日本）；黃榮璋／陳雪瑩【童年時期】（香港） 舞台劇演員：鈴木勝吾／電影版演員：白石隼也（台灣配音：陳余寬→孟慶府） 物種：喰種／CCG代號：大蛇（）S+級／赫子：尾赫／面具：蛇 通稱：錦（）／年齡：19歲⇒20歲⇒23歲⇒25歲／生日：2月4日／血型：O型／身高：1.77（5英尺91⁄2英寸）／體重： 上井大學藥學系藥學科二年級生。對即溶咖啡知之甚詳，帶有些許神經質。有位名為西野貴未的女友，本來跟她交往只是為利用她。有位與人類男性交往，卻被其背叛的姊姊，因而變得完全不信任人類。本以為自己的人生會和姊姊一樣，因為被人類通報而就此終結，可是貴未願意犧牲自己而讓錦活下去，因其對自己的愛和信任而改變看法，變得沒那麼憎恨人類，並非常珍惜貴未，自言被她背叛也心甘情願。 其喰場曾被神代利世奪去，曾襲擊金木與永近，卻因敗給金木而身受重傷，而被周圍的喰種趁勢欺凌，在與月山習一戰結束後，在研的幫助下進入安定區「Antique」工作。獨眼之梟討伐戰結束後，為不讓CCG查出貴未與其有關係而離開她。 第二部故事中，仍與董香、蓮示有所聯繫，且為S+級的喰種大蛇，其戰鬥能力與赫子的力量比以前更強，並在和佐佐木琲世戰鬥的過程中認出其為金木研，在被擊敗候說出金木的名字，使佐佐木陷入瘋狂。在金木成為獨眼之王後加入黑山羊。 故事結局於東京保衛戰結束的六年後，待在TSC的研究所，支持貴未進行喰種研究。 笛口雛實（） 聲優：諸星堇（日本）；鄧潔麗→楊婉潼（re）（香港） 電影版演員：櫻田日和（台灣配音：林慕青→連思宇） 物種：喰種／CCG代號：745號（）、女兒喰種（）、笛口（）、四目SS級／赫子：鱗赫及甲赫混合型／面具：片狀類似盔甲的面罩 通稱：雛實（）／年齡：13歲⇒14歲⇒17歲⇒19歲／生日：5月21日／血型：AB型／身高：1.48（4英尺101⁄2英寸）／體重： 個性善良的少女喰種，和其母一樣不好戰鬥，但赫子的力量強大，具有優秀的感應能力。雙親皆為喰種搜查官所殺，但完全沒有向搜查官復仇的想法，只是單純的想再次與父母在一起，感到一個人的生活很寂寞，很喜歡霧嶋董香和金木研，並把它們兩人當作親生哥哥姊姊般看待來依靠。此外對高槻泉的作品、人類社會感興趣。 第二部故事中，成為青桐樹的成員，因艾特對其說失去重要他人完全是你的弱小的錯而被艾特邀請加入增強實力，為了得到能守護重要他人的力量。聽力比過往增強許多，能同時分辨出大量聲音，並且能夠分析數據。在加入青桐樹後與霧嶋絢都一起行動，與絢都初次見面時認為他生氣的表情跟董香一模一樣，令她非常安心。 認出佐佐木琲世就是金木研，在拍賣會討伐戰中幫助佐佐木對抗瀧澤政道，最後重傷體力不支的狀況下遇到零番隊包圍而無法抵抗，後由於琲世以要求獲得其所有權的說法掩護，從有馬手中逃過一命。被當成重要情報來源囚禁於喰種收容所，暫時沒有生命危險，管理權歸佐佐木所有，後因情報量不足以支撐，可能在下期驅逐名單之中，後被恢復身分的金木研解救。 在金木成為獨眼之王後加入黑山羊，在黑山羊討伐戰中為讓董香逃跑而獨自留下與什造戰鬥，並祝福董香能夠幸福，即將戰敗時被趕來的金木所救。 故事結局於東京保衛戰結束的六年後，加入輔助TSC的喰種團體「共同戰線」，負責在組織旗下的喰種孤兒院做教書等工作。 入見佳耶（） 聲優：大浦冬華（日本）；鄧潔麗→待確認（re）（香港） 電影版演員：佐佐木希（台灣配音：曾莉婷） 物種：喰種／CCG代號：黑狗（）SS級／赫子：羽赫／面具：杜賓狗 安定區「Antique」的店員，留著一頭黑色長髮、性格敏銳的成熟女性。原為喰種集團「黑色杜賓（）」的頭目，被CCG列為SS級喰種，數年前被店長芳村感化從而進入安定區。 參與獨眼之梟討伐戰，與鉢川的戰鬥中因保護無辜的平民，而被鉢川打中身受重傷後被金木救出，與金木約在地下道見面，而後因有馬的出現而失蹤。 第二部故事中，於流島作戰時現身在戰場上，並且和月山聯手對付宇井特等。戰後回到「:re」咖啡廳，在金木成為獨眼之王後加入黑山羊，但和古間連同其餘連絡隊成員在黑山羊殲滅戰戰死，而被V組織改造成人型昆克，最終隨著研擊敗利世化身的龍暨ROC病毒源而恢復原狀而逝去。 古間圓兒（） 聲優：勝杏里（日本）；黃尉斯→待確認（re）（香港） 電影版演員：浜野謙太（台灣配音：翁瑞陽） 物種：喰種／CCG代號：魔猿（）SS級／赫子：尾赫／面具：猿猴 安定區「Antique」的店員，很擅長泡咖啡，梳著西裝頭、粗鼻的男性。原為喰種集團「猿面」的頭目，數年前被店長芳村感化從而進入安定區。 參與獨眼之梟討伐戰，與田中丸戰鬥中戰敗後被金木救出，與金木約在地下道見面，而後因有馬的出現而失蹤。 第二部故事中，於流島作戰時現身在戰場上，戰後回到「:re」咖啡廳，在金木成為獨眼之王後加入黑山羊，但和入見連同其餘連絡隊成員在黑山羊殲滅戰戰死，而被V組織改造成人型昆克，最終隨著研擊敗利世化身的龍暨ROC病毒源而恢復原狀而逝去。 廢物（） 聲優：雨宮天（日本）；鄧潔麗（香港） 物種：雞尾鸚鵡／一隻被飼養在「Antique」的雞尾鸚鵡，其中一隻翅膀有星形圖案。因受傷掉在董香家的陽台，被雛實撿到。口頭禪是「廢物」，因而得名。四方稱其為「流星之翼（）」。 金木一花（） 物種：獨眼喰種／年齡：5～6歲／血型：B／身高：112cm／體重18kg／喜歡的食物：蘋果、依子做的麵包 結局時登場，金木研和霧嶋董香的女兒，不怕生、性格活潑。是天然的獨眼喰種（半喰種），能吃人類的食物。 月山習（） 聲優：宮野真守／山崎智史【童年時期】（日本）；蔡忠衛→李家傑（re）（香港） 舞台劇演員：佐佐木喜英／電影版演員：松田翔太（台灣配音：宋昱璁） 通稱：月山（）、MM氏／CCG代號：美食家（）SS級／赫子：甲赫（赫者）／面具：彎月形半邊造型 年齡：21歲⇒24歲⇒25歲⇒27歲／生日：3月3日（雙魚座）／血型：A型／身高：1.80（5英尺11英寸）／體重： 月山家的少爺，20區的男性喰種，麻煩製造者，熱衷於閱讀文學且擅長服裝搭配，說話時經常夾雜法语和英语。晴南學院大學人類科學系社會福祉學科四年級生。 在7區開設一家喰種餐廳，提供各種類型和不同死法的人類料理，並當場宰殺取悅喰種顧客。對食物品質的熱衷度已達到狂熱，知道赫者產生的秘訣在於同類相食但由於對食材味覺的執著而沒有共喰。發現金木的肉質不同於一般喰種，甚至比一般人類還要美味，於是引誘金木來到喰種餐廳準備當眾宰殺，但發現金木稀有的獨眼體質後臨時打消集體分食的念頭，暗地裡打算獨自享用這稀有的存在。 利用西尾的人類女友西野貴未為人質，逼迫金木現身，為了充分享用金木，特地餓了幾天，因此力量無法完全發揮，在這疏忽自大的原因下，敗給咬噬金木血肉後充分發揮力量的董香，瀕死狀態下月山吃了自己的肉活下來。 之後因有他在的話營救成功的可能性就會增大為由，加入金木營救小組，與董香一行人一同前往青桐樹總部營救金木。赫子可變化為一把劍的形態，金木變成白髮後，月山以能做到許多有趣的事情為由，跟金木一起行動，其實心裡一直念念不忘想要吃掉金木，是強大卻危險、不被信任的存在。 青桐樹事件半年後，與萬丈共同隨行金木左右，自比為「劍」，裡應外合地引起了喰種餐廳屠殺事件。在嘉納的地下室中和黑奈、奈白開戰。之後和納基等人聯手和亞門鋼太郎、真戶曉開戰，並在戰後已與萬丈等匯合並與金木相遇。在金木準備去幫助店長之時極力阻止，認為金木此去必死無疑，無奈被金木秒敗。之後月山失去精神，一直維持躺在地上的姿態。 第二部故事中，由於金木的關係而臥床不起，靠著千繪獲取佐佐木琲世的私人物品，並從中感到有懷念的味道。曾經大量惡食（不分人類喰種的進食）並暴走，叶出手後回復正常。在月山家討伐作戰中，被月山家視為捨命也得保護的對象，為了替自己犧牲的人而有了一定要活下去的想法。其後敗給了佐佐木，並被恢復記憶的金木從大樓上扔下，但因為叶犧牲自己而獲救，隨後在四方與董香等人的幫助下成功脫逃。 在金木成為獨眼之王後加入黑山羊，察覺CCG混入的昆克斯間諜。在金木和董香宣布結婚後，幫助兩人籌辦婚禮。在黑山羊討伐戰中為協助黑山羊成員和搜查官們對抗「V」和「小丑」。 故事結局於東京保衛戰結束的六年後，重新集結前月山集團，補充工作用裝備兼利用家族財產做為復興東京的資金，成為輔助TSC（東京保安委員會）的喰種組織「共同戰線」總代表。 月山觀母（） 聲優：宮本充（日本）；利耀堂（香港） 月山習的父親，月山財閥的社長。是一位高雅的喰種紳士的同時還是一名傑出的企業家，在喰種界中有著眾多的擁護者，有著廣泛的人脈。是一位偉大的父親。十分疼愛月山習，在妻子去世後，對月山習一直是付出著雙倍的愛。為讓月山習從CCG手中逃脫，以自己作為誘餌被捕，後被掘千繪、董香、四方救出。 故事結局於東京保衛戰結束的六年後，協同月山習利用家族財產做為復興東京的資金。 松前（） 聲優：中村千繪（日本），姜嘉蕾→楊婉潼（re）（香港） 月山家僕人，表面上是晴南學院大學附屬高中的老師，把月山習當成是親弟弟一般疼愛。其赫子有兩種型態，一種為可產生網狀障壁的分離型赫子，另一種為劍與盾的甲赫。 於第二部故事中正式登場。跟葉一起出席拍賣會，葉跟「Qs班」對戰處於劣勢時，使出赫子救走他。在月山家討伐作戰最後為保護月山逃亡而犧牲。 ･馮･羅瑟瓦特（） 聲優：小林優（日本），莊巧兒（香港） 年齡：18歲→19歲／生日：4月23日／血型：B型／身高：1.68（5英尺6英寸）／體重： 月山家僕人，崇拜且迷戀月山習，並把他稱為「習大人（）」。本名為卡倫･馮･羅瑟瓦特（，Karren von Rosewald）。性別為女性經常跟薔薇自言自語。 家族被和修政剿滅。兩位兄長為保護自己而去世，因而改變言行舉止，打算代替兄長讓家族傳承下去，並按照母親及兩位兄長名字的首字母化名為「葉」。 現和月山習的人類好友掘千繪合作。現正努力地替月山尋找最高級的食材，認為月山需要的並不是金木，並說假如佐佐木真的是金木，那他就應該去死。於拍賣會看中六月，可是沒成功投得，後打算趁亂把六月帶回去給月山，卻被冴木突襲致流鼻血，後以赫子貫穿六月的腹部以阻止其逃跑。後來反擊冴木，把他狠狠揍一頓，並說如果沒抓到六月就回來殺掉他。 曾經襲擊「Qs班」，不過反被瓜江反擊至重傷，隨後遇到艾特，被其虐待至慘不忍睹，不過也因此擁有和野呂相似的再生能力。在月山家討伐作戰發狂似的攻擊佐佐木，此舉成為了金木恢復記憶的契機，隨後被金木重傷。為了挽救被金木拋下大樓的月山，也跟著從大樓上躍下，在最後一刻將自己的愛慕之情傳達給月山，並犧牲生命救回月山。 舞路（） 聲優：田所陽向（日本）；杜景煜（香港） 月山家僕人。在月山家討伐戰中和松前聯成最後防線與CCG對峙，可惜二人寡不敵眾處於劣勢，為救松前自我犠牲並在臨死前反擊伊丙而同歸於盡。 悠馬（） 聲優：不詳（日本）；（香港） 月山家僕人，和有座是情侶關係。在跟從松前等去捕獲人類時被搜查官木嶋式活捉，後被木嶋式虐待致死。 有座（） 聲優：宮原永海（日本） 月山家僕人，和悠馬是情侶關係。在悠馬被活捉後其隻身前去救悠馬，最後被木嶋式活捉，並被其拷問而供出月山家的情報，最後被木嶋斬首。 淺田二郎（） 聲優：火山太田（日本）；周鑫霆（香港） 隸屬於月山集團旗下的「淺田貨運」，月山觀母的追隨者，在月山家被CCG抄家後全力協助月山習逃亡。 Tycho·Johannes（） 聲優：五味洸一（日本）；杜景煜（香港） 隸屬於月山集團旗下的「jewelry·tycho」，月山觀母的追隨者，在月山家被CCG抄家後全力協助月山習逃亡。 吳井（） 聲優：不詳（日本）；（香港） 隸屬於月山集團旗下的阿波羅集團「aplloTEC」的社長，月山觀母的追隨者，在月山家被CCG抄家後全力協助月山習逃亡，調用其旗下的「阿波羅林業」的直升機，想用此協助月山習逃亡，最後在CCG攻入大樓後死在木嶋手上。 萬丈數壹（） 聲優：伊藤健太郎（日本）；鄧肇基→陳成港（re）（香港） 物種：喰種／通稱：萬丈（）／赫子：羽赫／面具：半防毒面具 年齡：25歳／生日：10月11日／血型：AB型／身高：1.87（6英尺1⁄2英寸）／體重： 原11區首領，現6區首領。反青桐樹的頭目，原屬區域為11區的喰種。戰鬥能力極差，原本不會使用赫子。未受過教育所以不認識字。 對神代利世抱有仰慕之情，曾拜託利世掌管第11區但被拒絕。在利世將原本11區的頭目殺死後，因利世的一句話而會錯意，並將管理11區的責任扛在身上。後來11區被青桐樹占領後，成為青桐樹的成員。 隨著故事推演，視金木研為救命恩人並作為「盾」跟隨在他身邊。在嘉納的地下實驗室被暴走的金木用手貫穿身體後，第一次出現自己的赫子並進行再生。 於RE65話再度登場，並與絢都一同聯手潛入監獄救出雛實。離開監獄後，利用自己赫子的再生能力治療重傷的真戶曉，雖然成功救回一命，但導致其體內的Rc值飆高而有生命危險，使得金木得去CCG的研究機關搶奪Rc抑制劑。劇情中後期帶著自己的部屬加入黑山羊，幫助組織成員尋找糧食，偕同支持黑山羊和CCG和作的成員前往CCG大樓請願，後偕同組織成員和CCG調查官對抗V組織的襲擊。 故事結局於東京保衛戰結束的六年後，擔任輔助TSC（東京保安委員會）的喰種組織「共同戰線」的副代表，將自己帶領區域的喰種帶進「共同戰線」做為主要戰力。經由月山習的幫助和二璐完成婚禮。 一味（） 聲優：宮崎秋人（日本）；蔡忠衛→待確認（re）（香港） 物種：喰種。萬丈的手下三兄弟姊妹中的大哥，戰鬥能力比萬丈強，能和一般喰種戰鬥。出場時多為戴著面具，沒帶面具時臉的半貌會被刻意擋住。 故事結局於東京保衛戰結束的六年後，跟著萬丈加入「共同戰線」，繼續跟隨萬丈。 二璐（） 聲優：上田麗奈（日本）；陳雪瑩→植婉雯（re）（香港） 物種：喰種。萬丈的手下三兄弟姊妹中的二姊，戰鬥能力比萬丈強，能和一般喰種戰鬥。出場時多為戴著面具，沒帶面具時臉的半貌會被刻意擋住。 故事結局於東京保衛戰結束的六年後，跟著萬丈加入「共同戰線」，和萬丈結婚，並且由月山習擔任婚禮主持人。 三手（） 聲優：荒井聰太（日本）；黃榮璋→待確認（re）（香港） 物種：喰種。萬丈的手下三兄弟姊妹中的小弟，戰鬥能力比萬丈強，能和一般喰種戰鬥。出場時多為戴著面具，沒帶面具時臉的半貌會被刻意擋住。 故事結局於東京保衛戰結束的六年後，跟著萬丈加入「共同戰線」，繼續跟隨萬丈。 以「享樂主義者」聞名的神秘喰種集團，曾在3區活躍，其成員都帶著小丑面具，且有著極強的組織力，由帆糸蘿瑪所創立。 詩（，唄） 聲優：櫻井孝宏（日本）；黃榮璋（香港） 舞台劇演員：村田充／電影版演員：坂東巳之助（台灣配音：黃天佑→孟慶府） 物種：喰種／CCG代號：無臉（）SS+級／赫子：鱗赫（赫者）／面具：無任何孔洞的素色面具 生日：12月2日／血型：B型／身高：1.77（5英尺91⁄2英寸）／體重：。 「小丑」成員，平常是面具店「HySy ArtMask Studio」的店主，喜歡造面具、音樂、人類和各種藝術。耳緣與唇上鑲有耳環、頸上刺青、剃去左側頭髮的龐克造型。為人與可怕的外貌相反，既體貼又穩重。由於平常都會維持赫眼的狀態，通常會以紋眼解釋，外出時會戴上太陽眼鏡。雖然故事前期很少在前線戰鬥，但實力高強，習慣空手戰鬥，即使不用赫子單靠雙手也能輕鬆解決一大批搜查官，此外擁有變臉和製造分身的技術。 年少時是負責管理4區的人，對於當時突然出現在4區的四方很是感興趣，與其對戰了很長時間發現其實力與自己不相上下，於是兩人成為朋友，稱呼其為「烏鴉」，兩人關係相當親密，並知道四方被有馬殺死，並與其一起挑戰有馬，之後搬入20區尋求安靜的生活。在於青桐樹討伐戰時為了營救出金木而展現了其歷久不衰的實力。在第一部故事結尾時得知其真實身份為「小丑」的成員。。 第二部故事中，隨同其餘「小丑」成員以司儀兼拍賣方參與喰種的拍賣會，在CCG攻入會場時與蘿瑪一同迎擊搜查官隨後與平子交戰，在戰鬥中從未使用赫子體現其異常強大的實力，輕鬆把平子玩弄於股掌之間，在另一批搜查官趕到現場支援後與蘿瑪一同撤退。 來到庫克利亞與多奈托匯合並稱之為「CROWN」，與「V」協助舊多二福將和修一族滅門。與小丑集團進攻CCG總局並與鈴屋對峙，並首次展現赫子，後來被鈴屋班擊退後逃脫時遇到追擊的六月並被其殺死，但其實被殺死的是詩用赫子製造的分身，並察覺到六月的改變。 在金木爆走成「龍」後，隨同「小丑」與「V」進攻「CCG」，被四方阻擋並感到非常開心與其展開決鬥，戰鬥期間處於上風並重創四方，向四方表示「小丑」的存在理論，但四方認為自己是其朋友而不願意下殺手，聽完後的詩開啟赫者型態表示要吃掉四方，詩並沒有動真本事戰鬥只是單純玩弄四方，最後被四方引到高壓電塔上並被四方配合赫子釋放的高壓電流中了致命一擊，其實詩一直想幫助四方復仇，但四方表示我們已經長大成人不能永遠玩下去，但為了不失去的話只有面對一切，並表示董香和金木的經歷讓自己知道世界還有希望，在詩聽完四方的話後已經釋懷兩人關係恢復成單純的摯友。 故事結局於東京保衛戰結束的六年後，仍和四方保持聯絡，並繼續設計襲擊四方的計劃和銀製藝術品及面具，過著相當享樂生活。 系璃（） 聲優：高垣彩陽（日本）；鄧潔麗→楊婉潼（re）（香港） 電影版演員：知英（台灣配音：連思宇） 物種：喰種。 「小丑」成員，平常在14區經營一家名為「Helter Skelter」的酒吧，為一個情報站，金木經常來這裡尋找一些可用的情報。表面上為人善良、和藹可親，實際上是腹黑無情。 以前曾經在4區活動，並和詩和四方等人在一起，他們的關係很好。在金木敗給有馬後，幸災樂禍般地嘲笑其勇猛而愚蠢，並稱「笑到最後的是我們小丑」。 第二部故事中，於黑山羊討伐戰現身。故事結局於東京保衛戰結束的六年後，剪成短髮，直至最後仍未能將自己的心意傳給唄。 妮可（） 聲優：津田健次郎（日本）；梁皓翔→杜景煜（re）（香港） 物種：喰種／生日：11月2日／血型：A型／身高：1.75（5英尺9英寸）／體重：。 「小丑」成員，是一名同性戀者。曾在一家酒吧和壁虎相遇，因為與壁虎非常投機而成為朋友並和其一起行動，也獲得青桐樹的批准，得以自由進出青桐樹，擁有著被壁虎一拳擊穿也能平靜復原的驚人再生能力，是一個不容忽視的厲害角色。知道青桐樹的一些秘密，曾告訴金木青桐樹首領的真實身份。 第二部故事中，一眼就認出佐佐木是金木。後來隨同「小丑」率領被脅迫的人類進攻CCG，觀看「V」和「CCG」等人的戰鬥。後來在多奈托和亞門的決鬥時，出面治療受傷的多奈托，卻在試圖醫治遭斬首的多奈托時，忌憚亞門的實力而拋下多奈托逃跑。 故事結局於東京保衛戰結束的六年後，仍和系璃和唄維持交情，後為尋找愛情前往南方。 多奈托・普魯普拉（，Donato Porpora） 聲優：井上和彥（日本）；張振熙→周鑫霆（re）（香港） 物種：喰種／CCG代號：神父（）SS級／赫子：甲赫 生日：2月14日／身高：1.70（5英尺7英寸）／體重：。 「小丑」成員，原監禁在庫克利亞的俄系喰種，曾殺害搜查官並引發大規模捕食事件，非常危險的人物。被捕前曾在日本開辦一間天主教孤兒院，不時捕食寄養在院內的幼兒，手法極其殘忍。是亞門的養父，對亞門抱有獨特的情感才沒有吃掉他，某次被亞門看到吃掉其他小孩的情景。 曾協助亞門調查時，告訴亞門與其追尋「小白兔」還不如去尋找「愛麗絲」更好，意為不要一味去追捕喰種，也要查找CCG的黑幕才對。 第二部故事中，幫助佐佐木分析Torso的身份並協助調查，跟佐佐木的關係不錯。流島討伐戰中逃出庫克利亞的單人牢房，從後偷襲並殺死監獄長後與詩滙合。 隨同「小丑」與「V」進攻「CCG」，在運用赫子操控愛特來襲擊CCG與黑山羊，被亞門阻擋並與其對決，最後被亞門斬下頭顱並且坦白對亞門的親情般的父親。 帆糸蘿瑪（） 聲優：三森鈴子（日本）；待確認→顧詠雪（re）（香港） 物種：喰種／CCG代號：胡亂之母（）SSS級／赫子：鱗赫（赫者） 「小丑」成員，為該集團的創立者。外貌看似年輕可愛的女孩子，但實際年齡已經51歲。表面上性格溫和且做事非常糊塗，實際上極為陰暗扭曲。與唄關係非常好，曾受唄指使在金木離開「Antique」混入其中擔任新服務生，因為不會倒咖啡而經常請教別人，十分崇拜金木，並稱呼金木為「金木大人」，在金木敗給有馬後，稱想看看金木的低落的樣子。 第二部故事中，一眼就認出佐佐木是金木，很討厭現在幸福生活的佐佐木，稱其讓人打寒顫，認為金木痛苦掙扎的樣子才美，還似乎開始計劃讓佐佐木的人格消失，希望他把身體還給金木。隨同其餘「小丑」成員參與喰種的拍賣會，在CCG攻入會場時擊殺眾多搜查官。 在剛開始懂事的時候父母就已經不在，第一次殺人是七歲的時候，為爭奪喰種的喰場以及打發時間甚至連喰種也殺害，認為即使是在虐殺生物中，自己也屬於所謂特殊的個體。時間長久後已經感到厭煩，在社會上的官員對自身利益的腐敗感到醜陋，因而創立「小丑」這個享樂主義者的組織。後被和修常吉關進庫克利亞，直到青桐樹攻破庫克利亞時被多多良找到並要求與青桐樹合作，表示與青桐樹的理念不何而拒絕合作。 流島討伐戰中受命令保護嘉納，後與死堪一同對抗西尾和黑奈，但沒想到戰鬥中死堪承受不了疼痛逃走，並向西尾投降，被關押在6區，後被唄等人解救。後來出現在CCG局長廳中與死堪一同對付黑磐岩與瓜江久生，戰鬥中被瓜江用赫子劃傷腹部，後反偷襲瓜江並將其擊倒，開啟赫者型態後與死堪圍攻黑磐使其筋疲力竭將其虐待，看到此幕憤怒中瓜江向其衝來，最後被瓜江擊破並斬下腦袋，其面部被瓜江搗毀。 死堪／凜央（） 聲優：小野賢章（日本）；（香港） 物種：喰種。 沒有眼皮，貌似神智不清，有些遲鈍，擁有極為特殊的赫包（擁有四種赫子），發動赫子時雙眼會呈現監獄形狀的痣。曾被關押在奎庫利亞，在青桐樹襲擊奎庫利亞時逃出後加入「青桐樹」，青桐樹被討伐後加入「小丑」。在遊戲的劇情中於青桐樹討伐戰結束後，為保護安定區與金木研共同追尋一位名為「JAIL」的兇殘喰種。 第二部故事中以「死堪」身分登場，其面部已毀容，已經得知哥哥的死訊。後受到葉的僱傭襲擊「QS」的搜查官，單獨襲擊落單的米林，但被亞門阻止。流島作戰時與瀧澤共同攻擊搜查官，在嘉納實驗室隨同蘿瑪救下嘉納。後來在CCG局長廳，與瓜江久生和黑磐岩對峙，因蘿瑪虐待黑磐岩而被瓜江憤怒地斬下左臂，目睹蘿瑪被瓜江斬首的情景，感受到當年失去哥哥的痛苦與無力，恍惚之際大喊“哥哥”，從CCG的高樓上墜落下去。 和修之龍戰役中由於受喰種病毒感染，變成無思考能力只知殺戮的「龍棄子」。故事尾聲於龍戰六年後，變成擁有吸收其他對象Re細胞並形成全新赫子能力的變異體，吸收龍棄子的細胞而赫者化，造成許多平民和TSC成員傷亡，被人類和TSC列為最具危險性的敵人。 宗太（） 聲優：杉山大（日本）；郭俊廷（香港） 「小丑」成員，真正身分為「舊多二福」，擁有多重身分。 康波（） 聲優：內野孝聰（日本）；陳健豪（香港） 物種：喰種。「小丑」成員，為一名巨漢喰種。擔任喰種拍賣會的成員之一，最後被武臣折斷脖子死亡。 人類與喰種的混血種。特徵是僅單眼為赫眼，運動能力遠高出一般喰種。由於人類作為母親會無法提供胎兒所需的營養，傳說需要人類母方在懷孕期間食用人肉，才會出現的稀少喰種，例如：芳村愛支。或經由人工移植喰種的器官到人類體內，例如：金木研、安久黑奈、安久奈白、瀧澤政道、亞門鋼太郎。然而後期也有半人類被改造變成獨眼喰種的案例，例如：和修舊多宗太。 安久黑奈（） 聲優：悠木碧（日本）；姜嘉蕾→待確認（re）（香港） 物種：人類→改造獨眼喰種／CCG代號：軟盤SS級／赫子：鱗赫（移植自利世，半赫者）／面具：黑白直條紋＋左眼孔洞 年齡：18歲／生日：7月7日／血型：B型／身高：1.60（5英尺3英寸）／體重： 通稱小黑（）。安久奈白的雙胞胎姊姊，黑色長髮，赫眼為左眼，後來為雙眼。講話毒舌。喜歡雙親、妹妹、黑色和團子（人類時代），興趣為日本象棋和國際象棋。雙親疑似為嘉納在6區所侵佔房產的原屋主，其父為安久七生。 雙親被喰種殺害後被送到CCG的保護設施，在那裡學習和成長，是優秀的CCG學院候補生，本來被期待成為優秀的搜查官，曾在第二學院接受亞門鋼太郎的教導。後成為嘉納的實驗品，移植利世的赫包，成為獨眼的「人工喰種」。稱呼嘉納為「爸爸」，金木為「哥哥」。 在喰種餐廳屠殺事件中初次登場，和奈白一起負責保護A夫人，實力不凡可以和金木打成平手。在A夫人被金木擒獲後一度想要殺死A夫人但被金木阻止，在嘉納的地下實驗室與鈴屋什造開戰（動畫為喰種收容所），戰敗後抱著瀕死的奈白逃走，並到嘉納那裡進行治療，但嘉納表示赫包損害嚴重的關係而無法治療，並吩咐黑奈丟下奈白。 第二部故事中，為報復嘉納和青銅樹而大量互喰的獨行喰種，於流島上尋找嘉納治療被黑奈吸收成為一體的奈白，並與鈴屋班對上並貫穿鈴屋及其昆克。之後嘉納的研究室要求其複活小白遭拒絕並被嘉納嘲笑後，和他的Qs展開戰鬥，得知無法治療後決定殺了嘉納但被其逃脫。之後以目的一致協助錦，向金木表明自己的立場，只要能殺了嘉納願意和任何人合作並加入了黑山羊，也參與了RC抑制劑的搶奪作戰。在墓園追踪到嘉納，追問有關於金木研為何會暴走為龍的原因後，說完嘉納舉槍自殺。 故事結局於東京保衛戰結束的六年後，遠度歐洲並進行擊退襲擊人類的喰種的活動，亦去過中東等戰亂地區，最後行蹤不明。 安久奈白（） 聲優：戶松遙（日本）；高雅玲（香港） 物種：人類→改造獨眼喰種／赫子：鱗赫（移植自利世）／面具：黑白橫條紋＋右眼孔洞。 年齡：18歲／生日：7月7日／血型：B型／身高：1.60（5英尺3英寸）／體重：。 通稱小白（），安久黑奈的雙胞胎妹妹，白色長髮，赫眼為右眼。講話毒舌。喜歡雙親、姊姊、白色和蛋包飯（人類時代），興趣為劍道和運動。雙親疑似為嘉納在6區所侵佔房產的原屋主，其父為安久七生。 在喰種餐廳屠殺事件中初次登場，和黑奈一起負責保護A夫人，實力不凡可以和金木打成平手。在雙親被喰種殺害後被送到CCG的保護設施，在那裡學習和成長，是優秀的CCG學院候補生，本來被期待成為優秀的搜查官，曾在第二學院接受亞門鋼太郎的教導。後成為嘉納的實驗品，移植利世的赫包，成為獨眼的「人工喰種」。稱呼嘉納為「爸爸」，金木為「哥哥」。 在A夫人被金木擒獲後一度想要殺死A夫人但被金木阻止，在嘉納的地下實驗室與鈴屋什造開戰（動畫為喰種收容所），身受重傷，赫包受傷超過七成無法再生，被黑奈抱著逃走，並到嘉納那裡進行治療，但嘉納表示赫包損害嚴重的關係而無法治療，並吩咐黑奈丟下奈白。 第二部故事中得知因為損害嚴重，所以被黑奈吸收而成為一體。 瀧澤政道（） 聲優：立花慎之介（日本）；黃尉斯→杜景煜（re）（香港） 物種：人類→改造獨眼喰種／階級：二等搜查官（原）／昆克：羽赫「同飛（）」／CCG代號：貓頭鷹（）SS+級／赫子：羽赫（赫者，移植自芳村功善） 生日：9月10日（處女座）／血型：A型／身高：1.715（5英尺71⁄2英寸）／體重：／足部：26.0公分 性格直率，是個犬派，尊敬的人是有馬貴將和亞門鋼太朗。有個妹妹，名為瀧澤聖奈。因為想要保護媽媽而成為了搜查官，在CCG的「學院」以第二名的成績畢業，同屆的真戶曉為第一名，因此跟曉關係不太好。和鈴屋什造是同期。經常抱怨為什麼跟比自己年齡小的鈴屋同一個官職。現和亞門等人在20區一起行動，搭檔為法寺項介。 在「獨眼之梟討伐戰」中受編於第一隊，後來前去幫助亞門，但被野呂吃掉了左手。CCG官方消息上顯示已死亡。 第二部故事中，被嘉納醫生改造為人工喰種，赫眼為左眼，白色頭髮、黑色指甲及黑色嘴唇，左手也長回來了，性格變得凶惡扭曲，因飢餓而失去理性，現疑似隸屬於青桐樹的貓頭鷹。奪去阿藤的頭部後，把其比喻為新鮮採摘的菠蘿，之後殺掉了很多搜查官，並把大腦形容為果醬。在與佐佐木戰鬥期間無意中嚐到了他的血，並說是前所未有的美味，後被覺醒的佐佐木琲世擊敗，被CCG列為SS~級，流島戰役情報確定列為SS+級喰種。 流島戰役中，在法寺與多多良戰鬥即將分出勝負時，打斷了戰鬥，並瘋狂攻擊多多良，稱是要回報昔日多多良對他的「款待」。由於多多良在之前的戰鬥喪失了大量體力，加上瀧澤突如其來的襲擊，使得瀧澤成功將其殺掉。但當打算跟法寺表達自己想法時，法寺以他心理不穏定為由將他當成下一個驅逐對象而暴怒，發狂暴走，將在場連同昔日搭檔法寺在內的搜查官全部殺光。剩下真戶曉，他掐著曉的脖子說想透過殺死多多良成為CCG英雄。後亞門鋼太郎現身，與其戰鬥。六月透趕來支援，用小刀偷襲瀧澤，並連續踢他下體，正當要被六月殺時，曉跳出幫他擋住，此時的瀧澤才稍微回復了一點人性。 加入黑山羊後，於第四研究所事件裡和黑奈遭遇被改造成半喰種的亞門鋼太郎，出面迎戰並和亞門道出「想像亞門和金木一樣為他人而活下去」的心聲，成功擊敗對方，但因為此時沒有力量控制赫子險些暴走，黑奈即時利用己身赫子打破RC抑制液扔進坑裡，成功控制住瀧澤的赫子令其恢復平靜。後因為對金木「人類和喰種和平共存」的計畫產生質疑，加著任務已完成而決定退出組織，偶遇受oggai出现影響導致捕食困难的小瓶，偕同小瓶行動時目擊亞門和神父交戰的場面。 故事後期為金木消滅喰種病毒的中心核心後，瀧澤、亞門、小瓶聯手殲滅試圖脫逃的小丑們。故事結局於東京保衛戰結束的六年後，數年間下落不明，但曾多度傳出目擊半喰種獵食喰種的報告。 亞門鋼太朗（） 聲優：小西克幸／吉永拓斗【童年時期】（日本）；鄧肇基→伍博民（re）（香港） 舞台劇演員：君澤由紀／電影版演員：鈴木伸之（台灣配音：黃天佑） 物種：人類→改造獨眼喰種／階級：一等搜查官⇒上等搜查官⇒特等搜查官／昆克：甲赫「堂島1/2（）」→甲赫/尾赫「堂島·改（）」、甲赫「庫拉（）」、甲赫「新·貳<proto>（）」／CCG代號：軟盤SS級／赫子：羽赫（赫者，移植自芳村功善） 年齡：26歲⇒27歲⇒30歲／生日：4月7日／血型：A型／身高：1.91（6英尺3英寸）／體重：。 身材高大的男子，頸上戴著一個小小的十字架。以第一名的成績從CCG學院畢業的搜查官，很喜歡甜食，但不吃辣。認為喰種是扭曲的存在，而搜查官則是導正社會秩序與倫理的正義，曾被真戶吳緒說是個心中燃燒著正義的火焰，而且會逐漸點燃追求正確世界的人的火把。與真戶吳緒調查雛實的下落時，被金木攔阻，後來被使用出赫子的金木打敗，但卻被金木放過一馬，聽到金木說自己不想變成殺人犯後，似乎在想法上有一些改變。 工作時會把CCG收養孤兒的資料放在附近，以激勵自己。小時候曾被嗜殺小孩的喰種「神父」收養，發現其他孩童皆遭殺害，但卻只有自己遲遲沒被殺，所以對喰種是否真的是罪惡存疑。 「堂島1/2」是CCG學院同屆朋友張間的遺物，與金木戰鬥時被破壞後，一直處於修復中的狀態。後來在真戶曉與地行博士的設計及改造下，融合了瓶兄弟的赫子成為「堂島·改」，對金木造成巨大的傷害，肉體沒有再生。「庫拉」可分拆為兩刀，是真戶吳緒的遺物，他生前說自己不太擅長同時使用兩刀，稍微有些重，但知道亞門最擅長用重量級的甲赫，說如果自己去世就把「庫拉」讓給他用。 真戶吳緒死後與他的女兒真戶曉組成新搭檔，僅用三年時間就由二等搜查官晉升至上等搜查官。熱愛運動健身，曾因為在真戶曉家中做伏地挺身而被曉開玩笑形容是「變態搜查官」。在獨眼之梟討伐戰中受編於第四隊，中途遇上金木並與之戰鬥，右手被砍斷，後被前來幫助他的瀧澤發現，並遭多田良及野呂襲擊，CCG官方消息上顯示已死亡，於戰後連升兩級，在最後的登記檔案上顯示為特等搜查官。 第二部故事中，已經成為獨眼喰種，赫眼為右眼，為「貓頭鷹計劃」的失敗試驗品正在追查安久黑奈。曾擊退死堪並救了米林才子。流島作戰中再次出埸，在發狂暴走的瀧澤政道打算傷害真戶曉時現身將其救出，並與瀧澤激戰但不敵，後來瀧澤被六月偷襲並打算將瀧澤殺死時，但攻擊卻被真戶曉擋下，此场境使亞門失控並打傷六月透，後來又與趕來的Qs班交戰，最後被米林才子击退。 由於金木眾人打算治癒瀕死的真戶曉，因此前往嘉納研究所，並發現再度出現於被標示為「RE」的培養艙裡的亞門，於覺醒後打碎培養艙並首度赫者化，以壓倒性的實力將瀧澤和黑奈重創。瀧澤後來也進行赫者化，兩位赫者展開激裂的交戰，最終成功將赫者瀧澤击倒，但自己的赫包也被其刺穿，因而失去意識倒下，成功被黑奈帶回黑山羊。在黑山羊的基地中重新面對真戶曉和瀧澤政道，後三人表明心意隨後一起行動。 龍戰為阻擋「小丑」進攻最後親自擊敗曾經收養自己的喰種「神父」，體認後者對自己的親情。金木消滅喰种病毒毒源中心的核，導致V組織失去戰鬥力量開始撤退時，攜手殲滅試圖逃跑的小丑們。 故事結局於東京保衛戰結束的六年後，出現亞門和真戶曉並肩依偎的背影。 擁有濃厚歷史背景的巨大神秘組織，是CCG的前身「喰種對策院」的附屬暗部組織，擁有最前端的高科技以及對喰種的龐大研究資料庫。 早期東京地區的喰種各劃地盤，禍害人間之時，一群擁有赫者能力的強大喰種踏入東京，並與人類合作展開鎮壓兇殘喰種的行動，最後建立了宗家「和修一族」，組織成了「V」，表面上，和修家為人類社會中的大英雄，但藉由其組織「V」的「清掃人」已經接了不少不可告人的勾當，進而某取暴利，唯獨身為「清掃人」的成員卻並不知情，只接獲組織命令而做事。 該組織旗下的喰種，其赫包模式，Rc檢查門會排除在外，檢測不到，芳村功善曾為此組織的「清掃人」，負責消滅敵對喰種或是人類勢力，芥子、有馬貴將、旧多二福也是其中一員，其實力都是特等級別。一直致力於保持某種「平衡」，但被青桐樹破壞。 有馬的遺言中亦提及CCG的頂端「和修家」是喰種族系，且和修家其他成員是否喰種目前仍然不明，最後被其分家的舊多、小丑以及V滅門。 神代利世（） 聲優：花澤香菜（日本）；陳雪瑩（香港） 舞台劇演員：濱田由梨／電影版演員：蒼井優（台灣配音：李明幸） 物種：喰種／CCG代號：暴食狂（）SS~級／赫子：鱗赫／面具：無 戴眼鏡、紫色長直髮的女性喰種，擁有在喰種中出類拔萃的怪力與赫子。會幫「安定區」蒐集食糧。然而面對獵物與敵對喰種，性格卻異常惡劣。而且胃口極大，總是捕食超出必要的人類。 前往20區古董店以前居住在11區，被11區頭目稱為“最強的新人”。食慾旺盛，被CCG稱為“暴食狂”，在11區時因不遵守喰種的制度，過度捕食人類而被11區首腦追殺，卻隨即反殺掉所有人。後棲身20區，同時也成為了20區的麻煩製造者。常破壞20區的捕食規定肆意獵殺人類，而且胃口極大，月山習曾邀請利世加入喰種餐廳，卻以盤子裡的食物太少拒絕。正常來說食屍鬼一人一個月只要捕食一個目標就可以，而利世則約為一周兩次到三次，很容易被CCG盯上使其他人遭殃，同類對她都是敢怒不敢言。 原為金木愛慕的對象，初登場時偶遇光顧咖啡廳的金木研，引誘金木單獨與之約會伺機襲擊對方，卻在襲擊金木時被「小丑」集團的成員宗太推下的鋼筋砸傷。後遭嘉納帶走進行實驗，成為供體之後，被做超過1200次的實驗，但成功率極低。最後僅有3名實驗體（金木研、安久黑奈、安久奈白）作為獨眼喰種重獲新生，概率僅為0.25%。後被四方救出，救出後因長期沒進食而神智不清認不出金木。 因為金木移植其器官的影響，利世的意識經常出現在金木的精神世界，影響其站在喰種的角度思考，以及往後的性格和應變能力。後來得知是和修一族的一員，也是舊多的青梅竹馬。與舊多二福一起在和修的隔離區被養大，本來是要被當做母體生產下一代的和修，但是由於舊多不忍心利世遭受如此殘酷的命運而私自將她放走。故事後期再度現身，變成類似金木的「龍」型態和天使型態的金木決戰，最終被金木殺死的同時亦令喰種病毒的毒源隨之坍塌。 霧嶋新（） 聲優：內田夕夜（日本）；郭俊廷→待確認（re）（香港） 物種：喰種／CCG代號：拾骸者（）／赫子：甲赫（赫者） 生日：1月1日／血型：A型／身高：1.74（5英尺81⁄2英寸）／體重： 董香和絢都的父親，是一個溫柔的爸爸。喜歡做菜、社交活動和學習，打從心底愛著妻子霧嶋光、董香和絢都。 被CCG列為SS級喰種。但在他們看不見的那面，殺害許多的喰種搜查官。由於不想傷害人類因此靠著撿拾人類屍體生存，但是也為了保護家人而進行大量的共喰，面對鄰居給予的食物時不會拒絕，且會研究料理方式。之後被篠原與真戶活捉並開發出昆克「新」。 霧嶋光（） 聲優：藤田曜子（日本） 物種：喰種。董香和絢都的母親，四方蓮示的姐姐。比丈夫霧嶋新更早被CCG發現，被有馬貴將殺害，其赫包被製成S+庫因克「鳴神」。 笛口朝木（） 聲優：鳥海浩輔（日本）；黃尉斯（香港） 物種：喰種。雛實的父親，涼子的丈夫。被真戶吳緒所殺，赫子被做成庫因克。原作中一開始已被CCG殺死；而動畫中曾幫助壁虎，之後為了家人而拒絕再幫助壁虎，後被壁虎打飛。 笛口涼子（） 聲優：折笠富美子（日本）；陳雪瑩（香港） 電影版演員：相田翔子（台灣配音：李明幸） 物種：喰種。雛實的母親，朝木的妻子。個性溫和有禮，無法自我捕食的弱小喰種。丈夫死亡後和女兒相依為命，平常依靠古董提供食物。因將丈夫的面具埋進墓碑底，而被發現喰種的身分。在遭遇喰種搜查官時為了幫助女兒逃跑，而使用赫子，但因不習慣使用赫子，雖然成功幫助女兒逃跑，自身卻被真戶吳緒砍斷頭顱而死，其赫子被做成庫因克。 錦的姊姊（） 聲優：內山夕實（日本）；待確認、姜嘉蕾（童年）（香港） 物種：喰種。從少女時期就開始代父母照顧錦，為了讓錦生活得好一點而出外工作賺錢。某次與打工那的人類男性店長談愛，但因他通知了CCG而遭到驅逐並死亡，這是錦變得憎恨人類的要因。生前寫了一封信給錦，讓他使用父親遺留下來的西尾家戶籍，那是一個沒有任何痕跡的乾淨戶籍。 吉田和夫（） 聲優：丹澤晃之（日本）；黃尉斯（香港） 物種：喰種。居住於20區的男性喰種，職業為健身俱樂部的教練，從芳村那得到神代利世的一個喰場，並之後在那殺掉目標進食，被突然出現的金木研嚇到，還被西尾錦踢飛頭，最後屍體被四方回收。 阿倍麻衣子（） 聲優：淺野麻由美（日本）；陳雪瑩（香港） 物種：喰種／生日5月15日／血型：A型／身高：1.73（5英尺8英寸）／體重： 喰種餐廳的會員之一。原髮色為黑色，出外時戴金色假髮。喜歡名貴物品、名人和派對，尊敬大夫人。通稱：A夫人（）原本是窮困的一般喰種，後來以收留使用嘉納醫生的實驗品為條件，得到嘉納給予的金錢，變得富有，並在喰種餐廳提供實驗品做為解剖人。因與嘉納有聯繫，遭到金木的獵捕。 於漫畫第二部「東京喰種:re」再次登場。於「拍賣會」見到獨眼的六月後有種不好的預感，於是逃離了「拍賣會」會場。於六年後擔任農場工作人員，愛上農業的同時亦開始理解食物和生命的可貴。 村松貴慧（） 聲優：土井美加（日本）；陳雪瑩（香港） 物種：喰種／CCG代號：蘋果頭（）／赫子：鱗赫。 68歲的女性老喰種，在亞門剛上任時於17區活躍的連續殺人鬼，在1年內引起50件以上的殺人捕食事件，根據目撃情報得知其臉形圓圓的，因而取名「蘋果頭」。襲擊亞門後被吳緒殺死。 凱&光斗（） 物種：喰種。喰種母子，反青桐樹的成員，逃出青桐樹的計劃失敗後，壁虎本來答應會放過反青桐樹的成員，但違背承諾，被壁虎當成拷問金木的工具，並在金木眼前被殺。 修&春（） 聲優：青山耕平&小堀友里繪（日本）；黃尉斯&鄧潔麗（香港） 物種：喰種。動畫原創角色，取代漫畫中的母子光斗和凱的戲份。萬丈的手下，兩人是一對情侶。在金木被壁虎虐待期間負責照顧金木，代萬丈傳話會把金木救出來。被壁虎當成拷問金木的工具，並在金木眼前被殺。 大夫人（） 聲優：齊藤貴美子（日本）；姜嘉蕾→姜麗儀（re）（香港） 物種：喰種。偽裝成女性的男性喰種，是個戀童癖及虐待狂，擁有著驚人的財力。以惡名昭著的喰種，多次驚動CCG，每次CCG對她展開的驅逐行動都以失敗告終。曾在多年前拐帶鈴屋什造並把他當成「飼子」，對其進行慘無人道的虐待。認為鈴屋雪白的皮膚和水靈靈的眼睛簡直就像女孩子，但怕他一長到青春期就會長出肌肉、個子變高、聲音變沉，為了保持其漂亮的容顏而破壞其睾丸。 漫畫第二部「東京喰種:re」中為「婦人們」的成員，是喰種餐廳及表演的主席。出席「拍賣會」並希望能得到新的「飼子」。當鈴屋被當成拍賣品登場時，馬上認出了他。被CCG列為SS級喰種。在「拍賣會」中被鈴屋與數名搜查官驅逐。 三波麗花（） 聲優：早見沙織（日本） 物種：喰種／CCG代號：燈籠／赫子：尾赫。 於「東京喰種[JACK]」登場角色。13區「燈籠」事件的元兇，平時作為有馬和富良二人的轉校同班同學潛伏在學校，成績優秀並擔任班上的學習委員。曾渴望像人類一樣生活，憎恨打破自己平日里閒適生活的人類。正因為以秋和亮為首的暴走族打擾了自己身邊難得的平靜，才決定動手除掉他們。最後被有馬擊敗，並由富良太志心中的各種猶豫給予最後一擊。 三晃（） 聲優：伊藤加奈惠（日本） 物種：喰種。於小說第1卷「日常」和OVA中登場。長髮的女性喰種，居住於20區。上井大学神秘學研究会成員，高中時是月山的同班同學。 小林昭（） 聲優：內野孝聰（日本）；李家傑（香港） 物種：喰種。偽裝成計程車司機的喰種大叔，興趣是做點心。被打算坐霸王車的瓜江識破是喰種，並誤認為是「Torso」，被瓜江和不知打敗後，再被佐佐木補刀。等級頂多是B+級，沒甚麼有價值的情報。 胡桃鉗（） 聲優：三日尻望（日本）；莊巧兒（香港） 物種：喰種／CCG代號：胡桃鉗（）／赫子：尾赫及甲赫混合型 簡稱「胡桃（）」，被CCG列為A～級喰種，拍賣會掃蕩作戰中把「B班」全滅後改成S級。黑色牙齒及嘴唇，狩獵時習慣穿情趣內衣行動。喜歡粉碎男性的睾丸，然後塞嘴裡吸，也喜歡食用樣貌姣好的女性。是極度偏食的喰種。 兒時因為生活窮苦養成重視金錢畏懼貧窮的性格，為了變美和賺錢，反遭人利用凌虐，在成年後擔任坐檯小姐賺取收入。與「婦人們」有聯繫，並向「婦人們」進行「人材」介紹，即人口買賣。將符合特定要求的人類捕獲，之後再轉交給「婦人們」讓她們進食，不然就是當成寵物飼養或進行拍賣。她不斷交易賺錢和吃掉男性的睾丸都是因為想變漂亮。 CCG已查出其長相及住處，但打算放長線射大魚而暫時放置。拍賣會掃蕩作戰中把B班全滅，還吃掉班長大芝亮汰的睾丸，並說有助美容，並從A級提升至S級。她的甲赫為分離赫子，可用作設置陷阱，但被不知看破分離赫子的觸發條件，遭自己的赫子貫穿後被不知討伐，其赫子被製造成昆克「胡桃鉗」。 稻草人（） 全身被包住的神秘喰種，出現在拍賣會，戴著「へのへのもへじ」字樣的頭套，被CCG列為C級喰種。第一次出場時從青桐樹士兵的手中救下了被嘉納視為失敗作的亞門鋼太朗。在拍賣會中以客人的身份出現在拍賣場所，在鈴屋什造扔出匕首攻擊的時候，拿一本書擋住攻擊，後來又誤打誤撞打開了擴音器，導致整個拍賣會內響起了佐佐木的聲音。後表明身分為永近英良。 | |
| 霧嶋董香 | |
| 《東京喰種》系列女主角角色 | |
| 配音 | 雨宮天 姜嘉蕾                                                                                               |
| 演員 | 舞台劇：田畑亞彌 電影版：清水富美加→山本舞香（台灣配音：許淑嬪→楊詩穎）                                     |
| | |
| 別名 | 董香（） |
| 年齡 | 16歲⇒17歲⇒20歲⇒22歲                                                                                         |
| 物種 | 喰種 |
| 性別 | 女性 |
| 星座 | 巨蟹座 |
| 血型 | O型 |
| 身高 | 1.56（5英尺1⁄2英寸）                                                                                        |
| 體重 | |
| 出生 | 7月1日 |
| 职业 | 清巳高等學校普通科二年級生 「Antique」兼職店員⇒「:re」咖啡店的老闆娘                                        |
| 親屬 | - 霧嶋新（父親） - 霧嶋光（母親） - 霧嶋絢都（弟弟） - 四方蓮示（舅舅） - 金木研（丈夫） - 金木一花（女兒） |
| CCG代號 | 兔子（） |
| 危險等級 | SS級 |
| 赫子 | 羽赫 |
| 面具 | 白兔 |
| 資料 | |
| 喜愛 | 校園生活、兔子                                                                                              |
| 厭惡 | 喰種搜查官、遲鈍的傢伙、古文                                                                                |
| 名言 | ｢ ｣ |

## 喰種對策局（CCG）
結局時正式改名东京保安委员会(TSC)。

### 高層幹部
和修常吉
聲優：堀勝之祐（日本）；陳健豪（香港）
物種：喰種／階級：CCG總議長。
CCG總議長。長相威嚴的老人。待人刻薄，話語嚴厲，十分嚴肅不苟言笑的一個老頭，辦事極其認真，即使是態度強硬的丸手也會對其恭恭敬敬的。
第二部故事中，將指導昆克斯班的重任交給佐佐木琲世。最後被「小丑」和「V」滅門。
和修吉時
聲優：咲野俊介（日本）；郭俊廷→利耀堂（re）（香港）
物種：喰種／階級：CCG局長。
CCG局長。其祖父為前CCG總議長和修吉雨，其父為CCG總議長和修常吉，其子為特等搜查官和修政。在獨眼之梟討伐戰中擔任指揮。為人和善，曾經和丸手搭檔過。
第二部故事中，被丸手確認為喰種並與其對峙時，丸手表示看過艾特的書認為「和修家」並不只是「喰種的協助者」而是「喰種本身」，聲稱早已有疑心並調查到RC檢測門被做了手腳（防止誤報系統對特定人起作用，包括白日庭出身者及和修吉時），之後被丸手憑直覺開槍擊中頭部倒地，但是因為是喰種所以未能起作用，站起來後顯露出一雙赫眼。最後被「小丑」和「V」滅門。
舊多二福
聲優：岸尾大輔、杉山大〈宗太身分〉（日本）；利耀堂、郭俊廷〈宗太身分〉（香港）
電影版演員：新田真劍佑（台灣配音：喬資淯）
物種：半人類→獨眼喰種／階級：一等搜查官→CCG局長
CCG搜查官、「V」後勤人員、「小丑」成員的宗太（PG），稱呼妮可為「妮可姐」。又稱和修吉福，本名為和修舊多宗太，和修分家舊多家成員，為常吉的兒子、吉時的弟弟、政的叔叔。與有馬等人都是出身於「白日庭」是混雜著喰種的血，有缺陷的半人種，赫眼為右眼。
喜歡利世，因為不忍看身為母體的利世被和修家的人凌辱，私自放走利世。因不滿利世不在乎放她逃走的自己，只追求食物和虐殺人類，憤而將鋼筋推落，重傷利世。曾說過「想和利世結婚」。
第一部故事中，作為「小丑」集團的宗太，參加喰種餐廳的會員，將人類「亞美」當作食材養肥以後，誘騙其參加喰種餐廳的解體秀。也是高空鋼架下落的幫兇，使利世重傷並被成為嘉納的實驗體，作為供體量產獨眼喰種，供體是利世，所以擁有利世的赫子。首次以真面目登場是在上井大學，舊多當時正在看書，被董香誤以為是金木而上去搭話，發現不是之後董香尷尬地說要去教學樓，舊多給她指路。
第二部故事中正式登場，佐佐木琲世與笛口雛實談話之後，舊多隨著木嶋式正式出場，隨後與木島出席會議。期間舊多一直表現的處處附和木嶋，完全一副新人搜查官的樣子，後在任務中被派去作為誘餌吸引喰種，任務成功後被木嶋式誇獎「很適合做誘餌」。接受芥子的命令，監視金木和愛支，找到艾特後與其交戰，一擊便打穿了艾特的赫者狀態，戰勝艾特並使她受重傷，戰後還稱讚利世赫子的能力連梟也不怕。之後揚言會把真正的獨眼之王打得落花流水。還將CCG總議長和修常吉殺死，並自稱和修之王，於小丑掃蕩戰後被CCG全體承認並擔任新局長。被瓜江和黑磐嚴擊退後前往24區親自指揮黑山羊掃蕩戰，在鈴屋和阿原聯手擊敗金木並將其削成人棍後，取笑金木像蛆蟲一樣，而後遇上了將昆克斯隊伍全部吃乾抹淨後復活並暴走的金木，最終金木得知舊多長期抱持想毀滅一切的厭世想法和盼望像普通人般生活的心聲，遂告訴舊多自己從人類轉變成喰種以來的心路歷程，並且表示不會否定舊多希望像普通人般生活的想法，聞言釋懷的舊多則在回憶自己和利世的童年時含笑而逝。

### 特等搜查官
有馬貴將（Arima Kisho）
聲優：浪川大輔（日本）；黃榮璋（香港）
物種：半人類／階級：三等搜查官 ⇒ 二等搜查官 ⇒ 上等搜查官 ⇒ 準特等搜查官 ⇒ 特等搜查官／昆克：甲赫／B級「幸村1/3」、甲赫／S+級「IXA」、羽赫／S+級「鳴神」、羽赫／SSS級「梟」
年齡：16歲 → 29歲 → 30歳 → 32歲 → 33歲 → 34歲／生日：12月20日（射手座）／血型：O型／身高：1.8（5英尺11英寸）／體重：
東京喰種JACK主角，戴眼鏡的白髮男性髮（過去為藍髮）。個性異常冷靜。最強特等搜查官，面對任何戰鬥都能面不改色。所率領的「有馬班」中的搜查官能力都很高。是個能夠將昆克運用自如的天才。由於成功討伐喰種率接近百分之百，故有「CCG的死神」、「不敗的喰種搜查官」、「白色死神」之稱。
新人時期因擊退獨眼之梟，而成為局內的風雲人物。曾經殺害四方蓮示的姊姊霧嶋光（蕫香母親），手上拿的昆克「鳴神」，也是其赫包製成的。高中時代因調查喰種「燈籠」而轉到富良太志的高中，兩人曾一起在學校捕獲了許多喰種和處理了很多事件。而當時習慣將所使用的甲赫昆克「幸村1/3」放置在吉他盒之內，此昆克期後轉讓了給部下平子丈。
每次CCG作戰前交的遺書都是白紙，並非因為他認為自己不會輸，而是一直在思考應該寫甚麼。在「獨眼之梟討伐戰」中擔任第零隊隊長。壓倒性的將金木研擊敗後把他帶回CCG，目的不明。
漫畫第二部「東京喰種:re」被佐佐木琲世視作父親一般的存在。在「拍賣會」尾聲率領小隊到現場支援，疑似是為了防止「琲世」暴走。
在CCG內有多到數不清的誇張傳聞，例如一出現就把喰種嚇暈並直接送往監獄、戰鬥期間在敵人面前打瞌睡、拿普通雨傘打贏喰種等。不過本人當場證明，拿普通雨傘打贏喰種是真有其事（因為要把昆克「IXA」拿去維修，剛好手上又有普通雨傘）。和鈴屋什造當場證明，戰鬥期間在敵人面前打瞌睡也是真有其事（「敲地鼠作戰」的時候，會一邊戰鬥、一邊睡個幾秒，因為執行地下任務的時候一直沒有休息）。
「V」成員一。。在回憶中，認為總不能一直叫240（失去記憶的金木編號），讓金木選兩個喜歡的漢字，分別是珈「琲」、「世」界。
與佐佐木在庫克利亞交戰，初始有馬不斷閃避及砍掉佐佐木手腳壓倒性佔上風，但隨着佐佐木在戰鬥過程中實力不斷增強，使用的2種昆克甲赫／S+級「IXA（イグザIGUZA）」以及羽赫／SSS級「梟」都均被佐佐木破壞掉，正式宣告敗北。敗北後，詢問佐佐木的意思，得知佐佐木沒有打算要殺自己，便拿破碎的「梟」往自己的喉嚨劃一刀自盡，於RE83話末死亡。遺言提及自己原本已時日不多右眼因青光眼已經開始喪失視力，同時亦告訴佐佐木和修家真正身份是喰種。。與伊丙、舊多等人出身於「白日庭」都是混雜著喰種的血，有缺陷的半人種。沒有赫子，也能進食人類的食物，有所不同的只有強大的身體能力和會早逝這兩點。RE86話末在艾特的對話中得知其身分為「前」獨眼之王。
鈴屋什造（Suzuya Jūzō）
聲優：釘宮理惠（日本）；何凱怡（香港）
物種：人類／階級：三等搜查官 ⇒ 二等搜查官 ⇒ 上等搜查官 ⇒ 準特等搜查官 ⇒ 特等搜查官 ⇒ 龍將／昆克：尾赫-B級「蠍子1/56」、鱗赫-S+級「13's 傑森」。
年齡：19歲 → 22歲／生日：6月8日（雙子座）／血型：AB型／身高：1.6（5英尺3英寸）／體重：47公斤→48公斤
篠原特等的搭檔。平時總是開朗像少年一般的性格，但同時似乎也欠缺常人所擁有的常識及道德觀。因為生長遭遇，毫不在乎除自己以外的其餘生命，常依自己的喜好殺生，但對篠原有近似父親或恩師的依賴關係。喜歡人體刺繡，所以全身上下有多處縫合的痕跡。非CCG的「學院」出身，受和修總議長推薦，以特例之身份就任喰種搜查官。與金木同樣身上有著容易吸引喰種接近的味道。特徵是白髮，re篇為黑髮。
原先的昆克為尾赫的「蠍子1/56」，為篠原轉授給鈴屋的最初的昆克，為小刀形狀，其於24區實習期間使用過。使用壁虎的赫包所製作的新昆克取名為「13's傑森」，配色以黑紅兩色為主，造型為鐮刀形狀。
從與金木初次相遇便隨意竊取其皮夾，或是被激怒時會毫不猶豫攻擊、傷害人等行為中可知一二。剛登場時為三等搜查官。在「青桐樹討伐戰」的半年後，晉升為二等搜查官。
曾被一名叫「大夫人」的喰種飼養並被取名為「什造」，稱該喰種為「媽媽」，飼養過程中遭到虐待，所以對疼痛感覺遲鈍，更被喰種訓練成像馬戲團一般擁有靈活身手。被迫在喰種餐廳擔任解剖人，一開始連續嘔吐了三日三夜，惡夢頻頻，後來解剖人類卻成為了其存在價值，認為做得好就會得到大夫人的稱讚，後來大夫人為了保持他漂亮的容顏而破壞其睾丸，成為了「無」性別。後來在喰種餐廳遭搜查官襲擊時，被CCG帶回收養，取名「鈴屋玲」，希望他忘記身為「什造」時的日子。後來CCG給予他一個新的戶籍，名字讓他自己決定，他希望照樣以「鈴屋什造」為名字。
在潛入嘉納藏身處作戰中獨自行動，當亞門說假如篠原出事鈴屋一定會後悔時，他還笑著回答不會。在獨眼之梟討伐戰中與不殺之梟芳村功善戰鬥時，被斬斷了右腳，但感覺不到疼痛，還叫篠原不要傷心。後因篠原重傷的關係而拾回了原本已經失去的「感情」。
於漫畫第二部晉升為準特等搜查官，是「鈴屋班」班長，負責搜查13區。髮色從原本的白色變成了黑色，右足改裝置義肢。歷經了兩年後不再像第一部中那樣病態，性格變得活潑開朗，已能獨當一面，管理自己的班級。在他管理下的13區已成功達成「完壁」（即沒有任何喰種進入）狀態。自從篠原重傷後，就決定拋開私情，承載著篠原的意志努力當個搜查官。知道佐佐木琲世就是金木研。在兩人「首次見面」時，將當初從對方身上扒竊的錢歸還。後來一直和佐佐木保持著良好的關係。每次和佐佐木見面，對方都會帶點心前來。
曾和「Qs班」合作追蹤和婦人們有關的喰種「胡桃鉗」，當和修政決定讓六月單獨出席拍賣會時，鈴屋提出他也想出席，幫助佐佐木為六月解圍，後來教導六月使用小刀的技術。與六月一起穿女裝出席「拍賣會」，上胡桃鉗的車後被氣體迷暈，並關在箱子中，後被胡桃鉗搬到拍賣會會場，詩正想為其定下起拍價時被其阻止，從義肢中取出很多把刀型的昆克並擊中詩，喰種們紛紛走避，絢都發現了其真正身份為鈴屋搜查官，「大夫人」也認出了他。後被拍賣會會場外的搜查官確認到其訊號並準備開始行動。與鈴屋班成員一同作戰，告訴大夫人自己從未恨過他，以感謝其養育之恩並道別，之後其部下結束大夫人的性命。
流島戰役與SS級喰種「硬碟」(黑奈)對戰，其後昆克被破壞而遭黑奈貫穿，但在黑奈鬆懈之際反擊並顯露出早已穿上的新昆克並將之擊敗。在CCG與小丑對峙時被舊多任命為第二個有馬貴將，與SS級喰種「無臉」(唄)戰鬥，唄變化成篠原的模樣出現並擁抱住什造，後被阿原一刀劈開，因什造太懷念篠原而不由得僵住。在黑山羊掃蕩戰中擊敗了為掩護董香逃走而單獨留下的雛實，之後和阿原聯手將趕到現場的金木削成人棍。後期偕同部分CCG成員同意「黑山羊」的合作協議，促成CCG和「黑山羊」合作對抗「V」組織。
故事結局於東京保衛戰結束的六年後，以TSC中最高职位「龍將」的身份继续守护东京。
篠原幸紀
聲優：仲野裕（日本）；黃尉斯→何偉誠（re）（香港）
物種：人類／階級：特等搜查官／昆克：尾赫「鬼山田壹」、甲赫「新proto」→「新β0.8」→「新」
20區對策I課搜查指揮官，鈴屋什造的搭檔，曾擔任亞門鋼太朗大學時代的教官。師承尾赫使用大師-伊庭藤重，是少數保有和梟戰鬥經驗的搜查官。其重大功績有討伐殺害多名準特等和上等搜查官的鬼山田、活捉拾骸者霧嶋新。雖然沒有像有馬貴將的天賦才能，但為人腳踏實地，一直穩打穩紮地做出成績，故有「不屈的篠原」之美喻。
在獨眼之梟討伐戰」被真正的獨眼之梟襲擊而昏倒，無意識下被梟吃了右腳，後因身受重傷變成植物人。動畫第二季中，在庫克利亞遇到絢都並與其展開戰鬥，期間察覺到他穿的昆克動作變得遲鈍，在即將了結絢都時，金木卻突然出現，後來不敵金木，昆克被其吃掉。在獨眼之梟討伐戰中被獨眼之梟重創，因失血過多而變成植物人。
故事尾聲時苏醒，后移居至东京郊外，过着安稳的生活。
黑磐巖
聲優：大友龍三郎（日本）；梁皓翔→鄧燦陽（re）（香港）
物種：人類／階級：特等搜查官／昆克：鱗赫「黑磐Special」、甲赫「新proto」→「新」
13區對策I課搜查指揮，在11區特別對策班擔任副指揮官。實戰經驗豐富的老練搜查官，曾和梟有過兩次實戰經驗。第三次和梟戰鬥時感覺梟和過去有些差別。在獨眼之梟討伐戰中被不殺之梟芳村功善砍斷左手。
第二部故事中，以失去左手的狀態繼續擔任特等搜查官。在發現舊多是喰種後，和瓜江聯手力戰蘿瑪和死勘，但因受到致命傷而倒下。故事尾聲時已康復，於龍戰結束六年後，負責輔佐擔任TSC領導人的丸手齋。
丸手齋
聲優：上田祐司（日本）；梁皓翔→鄧燦陽（re）（香港）
物種：人類／階級：特等搜查官。
特等搜查官，1區對策II課課長。說話狠毒的課長，虎視眈眈的籌謀著升官。十分厭惡昆克。偶爾會同自己左右手馬淵活也產生有趣的互動，雖然是從事指揮和策略，但從「青桐樹討伐戰」用槍在遠處直接射殺敵人，打破無法攻破的僵局來看，戰鬥實力不容小覷。
在此戰的指揮不論調配人手；還是對應假扮獨眼之梟的不殺之梟，都顯得相當出色，有別於和修政的「不理犧牲，只求成功」的作風。在流島作戰時查覺到和修吉時的身分是喰種。表面上死亡，隨後又現身CCG，和喰種共同對付金木變成的巨大蜈蚣。
故事結局於東京保衛戰結束的六年後，擔任TSC高層長官，其後交接給法寺隆分局長，繼續從事城市保安工作。
法寺項介
聲優：速水獎（日本）；蔡忠衛→何偉誠（re）（香港）
物種：人類／階級：特等搜查官／昆克：羽赫「虛穴」、甲赫SS級「赤舌」
態度鄭重，舉止恭敬有禮的武鬥派搜查官，實力強大。真戶吳緒的第二任搭檔，從真戶那裡受教學習到了全部的技能。過去曾與真戶吳緒組成搭檔關係，真戶將昆克的使用技巧徹底教給法寺。後在20區與瀧澤政道組隊。擁有SS級的昆克「赤舌」。
曾到中國CCG分部任職並參與剿滅「赤舌連」組織。受到青桐樹的高級幹部多田良的憎恨，疑似因為在參與赤舌連的討伐過程中殺死多田良的兄長，由此和多田良結仇。擔任CCG獨眼之梟討伐戰的第一隊班長。在梟討伐戰中用昆克對芳村功善的赫包連續造成致命打擊，並在最後使用「赤舌」擊穿芳村功善的身體。
第二部故事中，為特等搜查官，在護送昆克鋼運輸時，和其他搜查官一起成功擊退青桐樹，後前往拍賣場支援。流島之役中跟瀧澤交手，原本有機會將其擊敗和殺死，但由於他曾經是自己部下的原因而不忍心下殺手，結果遭反殺而不幸陣亡。
宇井郡
聲優：織田圭祐→成瀨誠（re）（日本）；張振熙（香港）
物種：人類／階級：準特等搜查官 ⇒ 特等搜查官／昆克：甲赫「垂冰」
4區對策I課搜查指揮，身為準特等時就擁有參加特等會議的權利。出身於名門，原有馬班的矚目新人，相當尊敬有馬貴將，與搭檔伊丙入關係良好。有抽菸的習慣。
在獨眼之梟討伐戰中擔任第零隊副隊長，和鈴屋等人合戰芳村，在芳村店長敗北之後，是當時唯一躲開獨眼的梟突襲的人。連續使用垂冰和赤舌苦撐場面，直到有馬貴將趕到。
第二部故事中為特等搜查官，參與拍賣會清繳戰。認為佐佐木琲世十分危險。以S1班班長身份率領S1班與佐佐木琲世等人一同調查玫瑰，在玫瑰一案中擔任作戰指揮。作戰中目擊金木吞食獨眼之梟的赫子。在月山家驅逐戰中痛失優秀的搜查官伊丙入，讓他遭到很大打擊，戰後由4區指揮調職為3區指揮。
因為想讓死去的有馬貴將及伊丙入復生，加入舊多派。但在經歷黑山羊掃蕩戰和金木變成龍型態暴走的事件後，被舊多告知兩者已無法復生，失望之餘決定再以搜查官身分守護東京。其後出現在帶著黑山羊的喰種成員前來CCG請願的永近英良面前，宇井對永近的態度持反對意見並堅持戰鬥，但被亞門鋼太郎予以反駁。故事後期在金木恢復和東京暴發喰种病毒時，終改變原先的立場，同意CCG和黑山羊成員聯手作戰，以作戰指揮官身份帶領CCG和黑山羊成員們對抗V。
故事結局於東京保衛戰結束的六年後，擔任TSC東的教導主任，負責指導後補保安官戰鬥術。
田中丸望元
聲優：小山剛志（日本）；黃榮璋→李家傑（re）（香港）
物種：人類／階級：特等搜查官／昆克：羽赫「高次精神次元」（又名「天使振翅」）
特等搜查官，對策I課支部長，同時也是2區支部長，兼任搜查官職務，統領支部管理。留著八字鬍，身材高大。喜歡在戰鬥中喊出自創的招式名稱。
在獨眼之梟討伐戰為第二隊隊長，和古間圓兒進行戰鬥並將其擊敗，後被前來營救的金木將其昆克切斷而失去戰力。故事結局於東京保衛戰結束的六年後，選擇出家擔任僧侶，不時探望加入TSC的前CCG成員。
安浦清子
聲優：赤﨑千夏（日本）
物種：人類／階級：特等搜查官。
1區對策I課搜查指揮。首位女性特等搜查官，跟真戶微是同期。其外甥為「Qs班」二等搜查官安浦晉三平。擅長雙刀流。
流島戰役時留守奎庫利亞，擔任四番隊隊長。和田中丸在奎庫利亞地下排水路阻擊逃離的霧島董香等人，後被零番隊攔下，對於平子的舉動提出疑問，在得到平子回复辭職時驚訝。之後在和金木研以及零番隊的交手中受傷，及至到了特等會議的時候還沒有痊癒。陳述在於金木一行人交手時，雙腿已經截肢，要考慮是否像鈴屋一樣安裝一雙義肢。從言語中似乎透漏著對於現實狀況的了解，對金木並無恨意。
故事結局於東京保衛戰結束的六年後，擔任TSC保安官學院校長，終身未婚。
和修政→鈴木政
聲優：川原慶久（日本）；李家傑（香港）
物種：喰種／階級：特等搜查官。年齡：29歲／身高：1.79（5英尺101⁄2英寸）／體重：。
CCG對策II課。其曾祖父為前CCG總議長和修吉雨，其祖父為CCG總議長和修常吉，其父為CCG局長和修吉時。
18歲時進入GFG學院，畢業後成為I課二等搜查官。戰鬥在最前線，立有剿滅「羅瑟瓦特家族」等赫赫戰功。在24歲成為上等搜查官之前一直身居德國，回國後調任至II課擔住授課及指導的工作。
得知青桐樹的被害狀況後被局長叫回日本，質疑「Qs班」的必要性。為拍賣會掃蕩作戰的總指揮，派六月獨自一人去出席拍賣會，後因鈴屋的請求而讓他一起去，後指揮搜查官們突入拍賣場，最後大獲全勝。對部下們的死傷視若無睹，認為只要能將喰種驅逐，部下的性命不重要。
雖有老婆，表面上和老婆相處很好，實際上覺得她是個無趣的女人。有同性戀者的傾向，喜歡瓜江久生。
故事結局於東京保衛戰結束的六年後，正式和妻子離婚並改姓鈴木，放棄繼承權擔任TSC普通職員，負責整理和修家的歷史等文獻兼參與「龍棄子」的研究工作。
御坂矜持
聲優：河野靖（日本）；張振熙（香港）
物種：人類／階級：特等搜查官。
克利亞的前監獄長。在青桐樹突擊收容所時，遭多多良破壞其庫因克後被殺死。
灰崎深目
聲優：内野孝聰（日本）；陳成港（香港）
物種：人類／階級：特等搜查官。
庫克利亞的新監獄長，屬對策II課，負責23區的指揮。本來是庫克利亞的副監獄長，在青桐樹的監獄強襲戰中前任監獄長失職，因而被提拔成監獄長。過去曾擔任審問官。在多奈托・普魯普拉逃出牢房後被其扯下頭顱而死亡。
伊庭藤重
聲優：河野靖（日本）；郭俊廷（香港）
物種：人類／階級：特等搜查官。
尾赫使用大師，曾是黑磐巖和真戶吳緒的上司，稱黑磐巖為「巌」。10年前與梟戰鬥時失去了右手。曾對黑磐巖笑稱幸好黑磐失去的不是慣用手。
瓜江幹人
聲優：沖野晃司（日本）；何偉誠（香港）
物種：人類／階級：特等搜查官。
瓜江久生的父親，故人。前S3班班長，在與黑磐的配合下活捉多奈托·普魯普。之後又因為掩護隊友撤退獨自與獨眼之梟戰鬥，最終殉職。

### 準特等搜查官
真戶曉（Mado Akira）
聲優：瀨戶麻沙美（日本）；高雅玲→顧詠雪（re）（香港）
物種：人類／階級：二等捜査官 ⇒ 上等捜査官 ⇒ 準特等搜查官／昆克：尾赫／甲赫「天津」、鱗赫「笛口」
年齡：21歲 ⇒ 24歲／生日：6月6日（雙子座）／血型：A型／身高：1.64（5英尺41⁄2英寸）／體重：
曉。眼神犀利的女子，神似其已殉職的父親。性格冷靜﹑理性﹑做事講求效率，雖然有著不俗的分析和推理能力，但仍然與父親一樣相信直覺。在CCG學院以第一名的成績畢業。辦事精幹，有著不俗的分析和推理能力，性格冷靜，語氣卻尖酸刻薄，經常與上司亞門產生小摩擦，不喜歡對亞門使用敬語，還總結了一套「不使用敬語可以節約時間、提高工作效率」的理論。
曾經跟隨有馬貴將的小隊執行任務，後於20區擔任亞門鋼太郎的新搭檔，似乎很喜歡開不合時宜的玩笑。尊敬父母和有馬貴將。對動物充滿感情，有一隻貓的寵物，名為海之星。喜歡吃辣，曾經將很辣的食物一勺子送進亞門的口中，為保持身材有21點以後不再進食的習慣。
在嘉納的地下室中跟美食家和納基開戰，使用抑制了納基等的赫子，卻被納基咬傷腿部，關鍵時候被亞門搭救，並與亞門一起趕往篠原處，亞門想送曉去醫院被曉拒絕，隨後曉告訴其自己只是在開玩笑，被亞門教訓了一頓，之後雖然想支援和金木研戰鬥的亞門，但認為自己已經受傷只會拖後腿，現傷勢痊癒後已回歸。
醉酒後被亞門搬回住所，因想念父親而哭，表露出軟弱的一面，後來在相處中對亞門產生了好感，與其接吻但被拒絕。在獨眼之梟討伐戰中擔任第一隊班長輔佐。在亞門對戰金木受重創的時候，似乎產生了心靈感應般的擔憂。作戰結束後聽到亞門和政道死訊後流淚不止，只是強忍著。
第二部故事中，晉升為上等搜查官，帶領真戶班及其CCG新編的昆克斯班，為佐佐木的上司兼原搭擋，與佐佐木關係不錯。在拍賣所清繳戰時曉遇到曾經與自己戰鬥過的納基，後在拍賣場前門處帶領眾搜查官以驚人的實力壓制納基、美座等喰種，後在拍賣場看到已經成為喰種的瀧澤政道並認出了對方。
被編入流島作戰的登陸部隊，任職一番隊副隊長，在與法寺共同對戰多多良時遭遇瀧澤政道，在法寺含淚下令驅逐瀧澤後，瀧澤發狂殺害了在場除曉之外的所有人，後為了保護瀧澤而被六月弄得身負重傷，在萬丈和Rc抑制劑的幫助下撿回一命，但因為庇護喰種的關係被CCG下通緝令，已經無法再以喰種搜查官的身分回去。
後來和亞門鋼太郎互相表明心意並一起行動。在金木為保護包含董香在內的黑山羊成員們而變成龍的暴走型態後，與亚门、永近英良帶著倖存的黑山羊喰種前往CCG請願，促成CCG和黑山羊的合作契機。
故事結局於東京保衛戰結束的六年後，於某處街角出現亞門鋼太郎和真戶曉並肩依偎的背影。
真戶微
聲優：瀨戶麻沙美（日本）
物種：人類／階級：準特等搜查官。
曉的母親，真戶吳緒的妻子，在故事一開始就已逝世。28歲就擔任準特等搜查官，跟安浦清子同期的同事。在24區的搜查中遇到獨眼之梟(艾特)並與其作戰後而殉職。因為覺得入籍太麻煩，和吳緒結婚後吳緒將姓氏更改為真戶。
千之睦
物種：人類／階級：準特等搜查官。
所屬23區的準特等搜查官。戴眼鏡的中年男性，是個和善的老頭，經驗頗豐富，昆克是尾赫「小百合壹／紗由理壹」。在獨眼之梟討伐戰中擔任第四隊隊長，前去幫助亞門時應對多田良的時候被其切掉胳膊打成重傷後陣亡。
鉢川忠
聲優：三宅健太（日本）；蔡忠衛→陳成港（re）（香港）
物種：人類／階級：準特等搜查官。
因為被喰種啃食掉嘴巴附近的肉，所以戴著面罩。在CCG裡風評不太好，因為之前所屬的班在驅逐喰種的過程中為了保護平民而死，只剩下他一個人，在那之後個性就變得很扭曲，對平民的生死毫不在乎。憎恨入見佳耶，因自己的師傅、部下都被入見及其組織殺死。獨眼之梟討伐戰中準備將受重傷的入見殺死時，被前來救援的金木瞬間擊敗。在前往探查青桐樹在流島的據點時被發現，遭到死堪殺害，屍體也被其啃食。
木嶋式
聲優：飛田展男（日本）；陳健豪（香港）
物種：人類／階級：準特等搜查官。
面部驚悚，沒有鼻子，外表看起來像是很多塊布縫在一起。綽號「削剪師」，兼任喰種收容所的拷問官。興趣是將喰種解體、填空遊戲、踢踏舞。在月山家討伐戰中，被伊丙入腰斬的舞路偷襲，被反用自己的庫因克砍掉右臂，頭顱被劈成兩半，而後被松前用赫子貫穿而死。
阿藤大介
聲優：田所陽向（日本）；陳健豪（香港）
物種：人類／階級：準特等搜查官。
參與拍賣會掃蕩作戰的A班班長。從佐佐木身上看到有馬的影子，想起16歲時的有馬已於CCG創出佳績，對年輕但比自己有才能的他感到羨慕並妒忌，但也領悟到只要持續累積經驗，就算是平凡人能有所建樹。在拍賣會場的迴廊遭遇擁有雙甲赫的喰種，帶領下屬與之展開交戰並成功討伐。因激烈的戰鬥結束後而鬆懈，遭無聲出現的瀧澤冷不防摘去頭部致死。

### 上等搜查官
真戶吳緒
聲優：大川透（日本）；楊耀泰（香港）
舞台劇演員：有馬自由；電影版演員：大泉洋（台灣配音：陳余寬）
物種：人類／階級：上等搜查官／昆克：鱗赫「笛口壹」、甲赫「笛口貳」以及其他二十幾種
生日：1月24日／血型：A型／身高：177公分／體重：47公斤。
外表看起來十分瘦小頹廢，喜歡妻子、女兒和收集昆克，有一女兒名為真戶曉。因為妻子覺得入籍太麻煩，結婚後將姓氏更改為真戶。為亞門鋼太朗的直屬上司。
認為喰種是不該在這世界存在的卑賤生物，殺害過許多喰種，包括笛口雛實的父母，並將其赫子做成昆克，在殺了笛口涼子後，被憤怒的董香襲擊，後來在戰鬥中利用雛實父親赫子所做的昆克占了上風，即將殺了董香時，被放出赫子的雛實砍斷一隻手和腳，最後被董香切斷咽喉而死，死前遺言表示要找某個獨眼喰種報復，因自己的妻子被「獨眼之梟」殺害。
平子丈
聲優：近藤孝行（日本）；郭俊廷→杜景煜（re）（香港）
物種：人類／階級：上等搜查官／昆克：甲赫B級「幸村1/3」→鱗赫「靜源1/3／和魅1/3」
年齡：31歲／生日：5月14日／血型：A型／身高：172公分／體重：68公斤。
所屬21區對策I課，過去曾是有馬的搭檔。臉被入見形容像「村民2號」，即使是金木和唄都對他的身手有不錯的評價。自稱為一介凡人，但是實力堅強，性格冷靜，不論是平常還是戰鬥的時候，基本上是沉默寡言且沒有任何表情變化，但心裡偶爾會吐槽，即使是有馬都不會例外。被祖父母撫養長大，在遺書上寫著「希望能把遺產交給祖父母」。下班後經常被CCG的同僚們拉去喝酒，不太愛參加一些類似聖誕聚餐的活動。
在獨眼之梟討伐戰中為第三隊班長，與鉢川班共同迎戰「黑狗」，在眾人的圍攻之下給予「黑狗」重創，對於鉢川無視人民性命感到不妥，隨後被前來支援的金木擊退。
第二部故事中，為平子班班長，下屬大多看不起「Qs班」，其中一項工作是率領平子班壓制喰種之力暴走的佐佐木。在有馬貴將去世後為繼承有馬的遺志，對安浦清子遞出了辭呈，與其他「庭」出身的搜查官一同加入「黑山羊」的陣營。
故事結局於東京保衛戰結束的六年後，拒絕擔任TSC學院教導主任，照顧祖父母直至兩者過世為止，之後便過著平凡的生活。
富良太志
聲優：木村良平（日本）；陳成港（香港）
物種：人類／階級：上等捜査官。
所屬7區上等搜查官。有馬的朋友兼高中同學，現已婚並育有一女，有抽菸的習慣。
高中時有馬因在調查喰種「燈籠」而轉到其高中，曾經一起在學校捕獲了許多喰種並處理了很多事件。喜歡打棒球，有成為職業棒球手的願望，但最終放棄。有不良少年的傾向，經常翹課。在好朋友被喰種殺死後，與當時仍是三等搜查官的有馬合作復仇，殺死了喰種燈籠，並向有馬表達希望成為喰種搜查官的意向。在獨眼之梟討伐戰中受編於第二隊。
故事結局於東京保衛戰結束的六年後，任職於TSC，41歲時晉升準特等，同時在妻女的幫助下成功戒菸。
伊東倉元
聲優：高橋伸也（日本）；楊耀泰→譚禹晋（re）（香港）
物種：人類／階級：上等捜査官。
年齡25歲。生日11月11日，血型O型，171公分，60公斤。
特徵是瞇瞇眼。在CCG裡是個人脈王，基本上和每個搜查官的感情都不錯。尊敬平子丈及有馬貴將。於獨眼之梟討伐戰初次登場。所屬「平子班」，與鉢川、平子及穗木共同迎戰「黑狗」。跟佐佐木關係不錯。
故事結局於東京保衛戰結束的六年後，離開東京並調任CCG關西分局上等搜查官，負責和部屬監管喰種，同時享受著當地的生活。
穗木步
聲優：不明（√Ａ）→田邊留依（re)（日本）
物種：人類／階級：上等捜査官。
個子嬌小的女性搜查官，動作非常迅速，雖攻擊力不高，但相當準確。
在獨眼之梟討伐戰中受編於第三隊，與鉢川、平子及倉元共同迎戰「黑狗」，在眾人的圍攻之下給予「黑狗」重創，隨後被前來支援的金木擊退。在前往探查青桐樹在流島的據點時被發現，目睹鉢川死亡，雖被六月所救，但隨即被TORSO襲擊。因為對自己臉上的雀斑感到自卑，所以留了一個蓋住全臉的髮型，被鉢川說是「很無聊的原因，那毀容的他該怎麼辦」。自那之後就很喜歡鉢川。後期田中丸望元的部屬，經由田中丸望元領導和五里美鄉對抗V組織。六年後偕同六月、安浦晋三平調往TSC（原CCG）地方分部。
伊丙入
聲優：關根明良（日本）；石梓晴（香港）
物種：半人類／階級：上等捜査官／年齡：20歲／生日：9月29日／血型B型／身高：1.58（5英尺2英寸）／體重：
上等搜查官，S1班副班長，搭檔同為S1班宇井郡班長。粉色頭髮。性格單純，比較難管理。渴望得到有馬貴將的誇獎，並為此做出許多努力。愛稱是「ハイル」。第74期入局，當時16歲，曾在有馬貴將的班裡，還參加過「梟討伐戰」。也是「白日庭」出身的0番隊隊員，擁有絕佳的動態視力和反應，擁有相當驚人的實力。與有馬、白日庭等人都是混雜著喰種的血，有缺陷的半人種。
在佐佐木琲世的面具作戰計劃申請中投贊成票。在6區與木嶋等人對決「玫瑰」，輕鬆砍傷了松前。在月山家驅逐戰裡帶人殺入L·E大樓，戰鬥中做前鋒，在再戰松前的過程中，被其用赫子貫穿。後在重傷情況下用昆克攻擊松前，在月山家另一僕人舞路拼死衝過來時用T-human將舞路「腰斬」，但舞路卻能在身體只剩一半的情況下仍能活一段時間，發覺舞路沒死並且已經非常接近自己，無法閃避之時，想起了自己初見有馬的回憶，一直憧憬著有馬貴將，隨後被舞路砍下頭顱。
下口房
聲優：堀總士郎（日本）；周鑫霆（香港）
物種：人類／階級：上等捜査官。
下口班班長，嘴唇很厚。與真戶曉以及Qs班關係很差，認為佐佐木琲世是連正經搜查官都談不上的人。佐佐木琲世在得知瓜江和不知擅自行動調查Torso後想要阻止，並向下口索取搜查資料但被他拒絕。被青桐樹的兔子襲擊時下屬全部被殺害，受到很大的打擊，後在醫院養傷。參與拍賣會掃蕩作戰，率領E班對付小丑集團。最終在月山家掃蕩戰被叶·冯·罗斯华尔德殺害。
半井惠仁
聲優：廣瀨裕也（日本）
物種：人類／階級：一等捜査官 ⇒ 上等捜査官。
鈴屋班副班長。故事結局於東京保衛戰結束的六年後，繼續擔任TSC鈴屋班成員，以副龍將的身分協助鈴屋，與死堪交戰後退出前線。後再學院擔任教官以魔鬼半井聞名。
黑俵幸生
物種：人類。參與拍賣會掃蕩作戰，所屬A班副班長，被瀧澤破壞頭部致死。
大芝亮汰
聲優：谷地克文（日本）；黃榮璋（香港）
物種：人類。參與拍賣會掃蕩作戰，所屬B班班長，被「胡桃鉗」粉碎睪丸並吃掉，驚嚇過度致死。
林村直人
聲優：綿貫龍之介（日本）；利耀堂（香港）
物種：人類。參與拍賣會掃蕩作戰，所屬B班副班長，跟不知及米林一起到管理棟討伐胡桃鉗。
縱島秀德
物種：人類。參與拍賣會掃蕩作戰，所屬C班班長。
伊佐井健太
物種：人類。參與拍賣會掃蕩作戰，所屬D班。
瓜江久生
詳見「瓜江久生」。

### 一等搜查官
馬淵活也
聲優：高橋伸也（日本）；黃榮璋→張振熙（re）（香港）
物種：人類。所屬對策II課，是丸手的左右手，特徵是刺蝟頭兔牙。每次CCG作戰前交的遺書都是以開玩笑的方式寫成，叫家人不用辦葬禮。於獨眼之梟討伐戰中作情報分析的工作，並表示這樣才有活著的感覺。
故事結局於東京保衛戰結束的六年後，擔任TSC情報部部長。
車谷東吾
物種：人類。昆克是羽赫「油釜」。參與潛入嘉納藏身處作戰，在篠原的指揮下與磯山一同行動。
黑磐武臣
聲優：石谷春貴（日本）
物種：人類／年齡：20歲／生日：9月6日／血型：B型／身高：1.82（5英尺111⁄2英寸）／體重：
黑磐巖的兒子，同時也是小坂依子的小學同學。所屬「平子班」，實力強大，被伊東倉元評價為「不愧有特等的基因」。能使出超出常人數倍力量的人類，是繼亞門鋼太朗後，能夠赤手空拳對抗喰種的人。個性比較一板一眼，欽佩瓜江久生對於自身的努力鍛鍊。
在月山家討伐戰中與庫因克斯班4人以及伊東班的其他4人聯手對付野呂。戰後也是僅有的還可以戰鬥的幾人中的一個。參與流島戰爭，在宇井帶領的三番隊下。準備和青桐樹的納基帶領的白西服戰鬥，但被月山習的到來打斷，之後和黑狗、月山習交手。在特等在針對小丑對於各分區的支部襲擊事件討論的會議後，邀請宇井及米林一起去吃飯。去了小坂依子的麵包店，並向小坂依子求婚。後來小坂依子因包庇喰種的罪名被捕入獄，得知此事後憤而朝六月透揮拳。
故事結局於東京保衛戰結束的六年後，任職TSC，視瓜江為摯友並支援他的行動，和依子育有一子。
阿原半兵衛
聲優：西田雅一（日本）；譚禹晋（香港）
物種：人類／階級：二等捜査官 ⇒ 一等捜査官
身高：1.90（6英尺3英寸）／體重：。
鈴屋班成員，鈴屋的後輩兼搭擋，身材高挑，留著黑色長髮的搜查官，性格膽小但富有正義感。很崇拜鈴屋什造，想成為鈴屋的左右手，並稱「想保護前輩那瘦弱的背脊」，生活工作是「照顧鈴屋前輩的生活起居」。最初於外傳「東京喰種JOKER」中首次登場，原被鈴屋稱完全不適合當搜查官，後改成不太適合。年少時與父親外出時被喰種襲擊，父親為了保護他而失去雙腳，痛恨自己當時無能為力因而成為搜查官。在黑山羊殲滅戰中與鈴屋聯手將金木削成人棍。故事結局於東京保衛戰結束的六年後，繼續擔任TSC鈴屋班成員，以鈴屋的左右手身分盡職一生。
環水郎
聲優：鈴木崚汰（日本）
物種：人類／階級：二等捜査官 ⇒ 一等捜査官
鈴屋班成員。故事結局於東京保衛戰結束的六年後，繼續擔任TSC鈴屋班成員，與在TSC任職的女性職員結婚，經阿原勸說離開前線，從事事務性支援工作。
御影三幸
聲優：金子誠（日本）；陳成港（香港）
物種：人類／階級：二等捜査官 ⇒ 一等捜査官
鈴屋班成員。故事結局於東京保衛戰結束的六年後，繼續擔任TSC鈴屋班成員，繼續獨自考證「月相和Re細胞的關聯」，在攸關龍棄子的預測活動裡有極大貢獻。
道端信二
聲優：綿貫龍之介（日本）；張振熙（香港）
物種：人類。伊東班副班長。參與月山家討伐戰時被野呂殺死。
岡平
聲優：佐佐木義人（日本）；陳成港（香港）
物種：人類→昆克斯／階級：一等捜査官。
伊丙入的輔佐官。參與月山家討伐戰被旧多當盾牌死亡，後來被嘉納改造復活過一段時間。
赤井丈文
聲優：五味洸一（日本）；陳成港（香港）
物種：人類。參與拍賣會掃蕩作戰，所屬A班，被瀧澤殺死並進食。
澤池龍太
聲優：綿貫龍之介（日本）；張振熙（香港）
物種：人類。參與拍賣會掃蕩作戰，所屬A班，被瀧澤摘去頭部致死。
行道風舞
物種：人類。參與拍賣會掃蕩作戰，所屬C班副班長。
茨橋駿一
聲優：坂泰斗（日本）；陳成港（香港）
物種：人類。參與拍賣會掃蕩作戰，所屬E班班長，後來身體被蘿瑪的八條赫子貫穿身體致死。
里見紫苑
聲優：相川奈都姬（日本）
物種：人類。參與拍賣會掃蕩作戰，所屬E班副班長。
戶賀美帆
聲優：榎吉麻彌（日本）
物種：人類。參與拍賣會掃蕩作戰，所屬E班。
舊多二福
詳見「舊多二福」。
六月透
詳見「六月透」。
小靜麗
詳見「小靜麗」。台灣人

### 二等搜查官
五里美鄉
聲優：上田麗奈（日本）；何凱怡（香港）
物種：人類／階級：二等捜査官／昆克：羽赫「艾梅利歐」
眉頭上有一顆痣，性格冷漠，戰鬥時很熱血。十分崇拜並暗戀亞門，曾因為有眾多女性搜查官也愛慕亞門而生氣（後來自己吃本打算送給亞門的情人節巧克力），然而廚藝卻相當糟糕。
在獨眼之梟討伐戰中受編於第一隊，與亞門鋼太郎、平子丈、千之睦等人一同行動，實力不俗，剿滅了眾多喰種。獨眼之梟討伐戰後，責罵亞門死去卻沒表現出來的真戶曉，因亞門的死而流淚。第二部故事中，舊多率領「小丑」成員進攻22区支部时，留在支部大楼作戰。故事後期於V組織進攻CCG總局時偕同宇井郡等人負責防備，不慎被帽子重創導致胳膊受傷。
故事結局於東京保衛戰結束的六年後，為輔助黑磐岩加入TSC，被一名TSC的男性職員追求和求婚，但美鄉對此尚未做任何決定。
久木山翔吾
物種：人類。參與拍賣會掃蕩作戰，所屬A班，現時下落不明。
陶木陽菜
聲優：不明（日本）；何凱怡（香港）
物種：人類。參與拍賣會掃蕩作戰，所屬A班，見到瀧澤後認出他，因其曾在畢業後回到學院講課，可是因為當時沒有專心聽課，被瀧澤刺穿胸口並摘去頭部致死。
田方繪里奈
物種：人類。參與拍賣會掃蕩作戰，所屬B班，被「胡桃鉗」稱讚其漂亮面容，然後被其吃掉致死。
沼淳
聲優：不明（日本）；黃榮璋（香港）
物種：人類。參與拍賣會掃蕩作戰，所屬C班，後來身體被美座砍開成三截致死。
藤見晴
物種：人類。參與拍賣會掃蕩作戰，所屬C班。
村咲乃
物種：人類。參與拍賣會掃蕩作戰，所屬D班。
朝知和華
聲優：五味洸一（日本）
物種：人類。參與拍賣會掃蕩作戰，所屬D班。
岡持勇太
物種：人類。參與拍賣會掃蕩作戰，所屬E班。
瀧澤政道
詳見「瀧澤政道」。
不知吟士
詳見「不知吟士」。
米林才子
詳見「米林才子」。
安浦晉三平
詳見「安浦晉三平」。

### 三等搜查官
髯丸堂真
詳見「髯丸堂真」

### 昆克斯班（Qs班）
昆克斯／昆克斯班（Quinx（Qs））英文簡稱為「Qs」，CCG目前處於實驗階段的改造人。
瓜江久生
聲優：石川界人／佐倉綾音【童年時期】（日本）；陳健豪／莊巧兒【童年時期】（香港）
物種：人類→昆克斯／階級：二等搜查官 ⇒ 一等搜查官 ⇒ 上等搜查官 ⇒ 準特等搜查官
赫子：甲赫／昆克：尾赫，SS級「銀喰」
年齡：19歲／生日：2月12日（水瓶座）／血型：O型／身高：1.735（5英尺81⁄2英寸）／體重：
第一代「昆克斯班」。紫黑髮男性，左眼下有兩顆痣，常戴著耳機和黑色手套。赫眼爲左眼。原本是「Qs班」班長，因曾害整個「Qs班」陷入危機，被佐佐木奪去班長職位。重心機的青年，擅長心理戰，追求功利，極具野心，我行我素，會欺騙別人以達到目的。崇拜有馬貴將，希望藉由立功快速升級，離開「Qs班」並進入有馬率領的S3班。
父親瓜江幹人是特等搜查官，並且是S3班的班長，後被獨眼之梟殺害，並且沒有留下全屍，因而憎恨喰種。對搜查官黑磐巖和其兒子黑磐武臣極其憎惡，認為是當年黑磐巖拋下了自己的父親，對自己的父親見死不救，才導致自己的父親慘死。「久生」音近「曲奇」，因而有時會被不知稱為「曲奇」。
為了去除多餘的障礙，欺騙不知如果團隊行動，佐佐木就能把「Qs班」成員的功勞都搶過來，還說「Qs班」成員的去留對佐佐木來說無關痛癢。挑撥不知與佐佐木的關係，使「Qs班」處於零散狀態。
出盡全力與「大蛇」戰鬥的佐佐木令他心生嫉妒。不滿佐佐木的做法，被佐佐木教訓時說佐佐木只是一個喰種，佐佐木表面裝作不在意，後來躲在房間哭泣。認為六月只是一個偽善者。
欺騙米林會被CCG開除，令她終於參與班裡的活動。表面上是幫助不知說服米林，實際上是希望時間管理能力糟糕的米林做些擾亂整個班的工作，藉此使「不知班」從內部亂套，令佐佐木認為不知並不適合當「Qs班」的班長。
希望不知會因米林而遲到，並給「鈴屋班」一個壞印象，當不知趕上時感到很不服氣。
為了取得更強的力量決定開啟昆克斯等級「F3」，向佐佐木徵求在F開放手術同意書上蓋章，可是佐佐木說需時考慮。後來直接向和修局長請求F開放，和修局長詢問有馬意見，有馬同意後，瓜江認為有馬認同了他的才能。
「Qs班」成員扮成女性，潛入「胡桃鉗」捕獵人類的場所時，其因正進行F開放手術而沒有參與。
「拍賣會」作戰中與什造、六月搭檔，但仍不敵大夫人和其手下，在即將被吞噬時失控暴走，雖然免於被吃掉的後果，但因此誤傷了六月透。在意識到自己出手傷害同伴時驚嚇清醒。
在月山家討伐作戰中與不知捨命討伐野呂，在不知瀕死時極力設法讓他活下去，甚至連自己最在乎的功勞都推給了他，但隨後目睹不知死亡，表現出極度的悲痛。在喪禮上缺席，六月詢問原因，回答「不知不在那裡」，並下定決心，不論形式如何，一定要把不知奪回來。在那之後性格大變，努力率領Qs班的成員，提攜後輩，希望不要再有同伴死傷。
在小丑戰與多納特對峙並暴走，後被才子和和小靜麗合力制服。後來接替下落不明的和修政成為S2班新班長。其後發現舊多是喰種，並力戰蘿瑪和死勘，面對垂死並不斷道歉的黑磐表示他最恨的不是別人，正是那無力的自己。
得知黑磐武臣結婚的消息，表面上裝作不在意，實際上大感震驚，被米林誤以為對黑磐有意思。故事後期帶領QS班及時阻止襲擊董香的六月透和安浦晋三平，偕同QS班幫助黑山羊成員和CCG成員對抗「V」組織。
故事結局於東京保衛戰結束的六年後，擔任TSC上等搜查官（準特等保安官），擔任Qs部隊隊長兼負責培養後輩。
不知吟士
聲優：內田雄馬（日本）；鄧燦陽（香港）
物種：人類→昆克斯／階級：三等搜查官 ⇒ 二等搜查官 ⇒ 特等搜查官（殉職後追封）
赫子：羽赫／
昆克：尾赫，C級「綱木<plain>」、甲赫及尾赫混合型/S+級「胡桃鉗」
年齡：19歲／生日：3月8日（雙魚座）／血型：A型／身高：1.76（5英尺91⁄2英寸）／體重：
第一代「昆克斯班」。黃髮男性，戴耳環，中指戴著骷髏頭造型的戒指，赫眼爲右眼。有重型機車、小客車駕照。原本是「Qs班」一般成員，因瓜江被奪去班長職位，被佐佐木任命為新任班長。名副其實的笨蛋，學業成績相當差，是除了米林以外成績最爛的一個。衝動且易怒，容易相信他人，但是很重視同伴。因為妹妹的眼睛Rc細胞急速增長，為了治療妹妹急需要大量的金錢，因而接受昆克斯手術。每週不落地去探望妹妹。臨死之前告訴瓜江及米林如果他死了，希望能殺死他妹妹。在他死後Qs班約定要是誰成為特等搜查官，就負責承擔不知妹妹的醫療費。
把佐佐木稱為「阿佐」。曾嘲弄瓜江為「瓜瓜曲奇」和「瓜仔」，間中以「曲奇」稱呼他。
被瓜江欺騙，誤以為佐佐木會把「Qs班」成員的功勞都搶過來，以為「Qs班」成員的去留對佐佐木來說無關痛癢，於是不願意團隊行動。
出盡全力與「大蛇」戰鬥的佐佐木令他心生敬畏。瓜江不但沒感激佐佐木的救命之恩，還說佐佐木只是一個喰種，不知因而被激怒並踢了瓜江一腳。最後六月要他去向瓜江道歉。
有時會說英文，口頭禪是「Fuck」。
受才子幫助裝扮，與佐佐木及其他「Qs班」成員一起扮成女性，並潛入「胡桃鉗」捕獵人類的場所，期間照樣使用男性說話方式，不時被佐佐木提點，並被其稱為「不醬」。不希望佐佐木因為恢復記憶離他們而去。
在「拍賣會」行動中，與林村及才子合作，成功討伐「胡桃鉗」，並獲得其混合型赫子昆克所有權。因為胡桃鉗的遺言「想變漂亮」只是跟人類一樣單純的願望，似乎開始對驅逐喰種產生質疑。
在搜捕月山家L.E大樓的行動中，遭遇青桐樹的野呂襲擊並在最後以命相搏，成功的擊殺SS級的喰種，但也因此身負重傷而死亡，原本要送去做葬禮的屍體被青桐樹帶回給嘉納做研究。
故事結局於東京保衛戰結束的六年後，提及瓜江在TSC開始運作的同時也展開調查行動，最終在調查流島的第3年發現吟士的遺骨，並將他的遺骨遷回CCG的英雄墓地安葬。
六月透
聲優：藤原夏海（日本）；王綺婷（香港）
物種：人類→昆克斯／階級：三等搜查官 ⇒ 一等搜查官 ⇒ 特等搜查官
赫子：尾赫／
昆克：鱗赫，B級「伊夫拉弗特」、鱗赫「亞布克索爾」
年齡：19歲／生日：12月14日（射手座）／血型：AB型／身高：1.65（5英尺5英寸）／體重：
第一代「昆克斯班」。綠髮女性，右眼戴著眼罩（因不會控制赫眼），咖啡色皮膚。赫眼為右眼。由於家人都被喰種殺害，為了得到生活上的保障和適當的教育而加入CCG搜查官養成學院初級部。對身為女性的自己感到厭惡，並以男性的身分加入CCG。
出身家暴家庭，早年長期遭酗酒父親虐待與性侵，直至某日遭父親強押頭部按入浴缸，卻見母親袖手旁觀時，再也無法忍受自己的境遇而持斧殺害雙親與一隻貓逃家，更吃了他們的肉，但強烈否認自己是殺人犯。之後以選擇性失憶令自己忘記遭虐待的記憶，被送往孤兒院收留。後於被Torso凌虐與強暴期間再度喚起此段記憶。
身體素質很一般，暫時還無法隨意使用赫子。個性膽小，怕血，左胸上方及右胸下方有疤痕。非常崇敬身為指導者的佐佐木，習慣以「老師」來稱呼他。
出盡全力與「大蛇」戰鬥的佐佐木令他心生畏懼。被瓜江認為是一個沒用的偽善者。希望踢了瓜江一腳的不知向瓜江道歉。
受才子幫助裝扮，與佐佐木及其他「Qs班」成員一起扮成女性，並潛入「胡桃鉗」捕獵人類的場所，因很久沒以女裝示人而感到不習慣，覺得男性視線很討厭和噁心，受到佐佐木的鼓勵。
後來喝了一些酒壯膽，主動向「胡桃鉗」搭話，被邀去「打工」，並成功問到電話。與鈴屋一起穿女裝出席「拍賣會」，上了「胡桃鉗」的車後被氣體迷暈，並關在箱子中。後被「胡桃鉗」搬到「拍賣會」會場，本來詩為其定下的起拍價為100萬，後來詩嗅到她的喰種氣味，把其眼罩揭開，揭穿她為獨眼喰種的身份，並把起拍價改為1000萬。期間六月非常緊張及害怕，希望自己能戰鬥。最終得標者為「大夫人」，並被「胡桃鉗」帶走及親吻臉頰。
趁「胡桃鉗」分心時踢了其一腳並逃走，可是被叶發現並打算把其帶走，因冴木的突襲而解圍，卻在逃走時被叶以赫子貫穿的腹部。在「拍賣會」行動後期，與什造、瓜江作戰，遭大夫人護衛們壓制。後來因為瓜江暴走失控被誤傷，才第一次使出赫子治療自己。
被Torso強行滯留，並受其殘暴的施虐，其後於Re : 79話虐殺Torso。回到青桐樹陣線時與瀧澤交戰並踩碎其睪丸。曾希望Torso殺了她。內心對佐佐木琲世有病態的愛情，曾將偽裝成佐佐木的詩殺死後姦屍。
在黑山羊掃蕩戰中與安浦晉三平合力對付四方，但被其引入射程後電焦。十分厭惡董香，時時刻刻都想著奪回佐佐木並殺了董香，聽到董香稱呼金木為「老公」後大為憤怒，在喰種與搜查官合作解救金木時聯合安浦晉三平想殺死董香，重傷美座，但被瓜江及才子阻止。後期經由瓜江的勉勵勇於面對自己的錯誤，為掩護金木研和雾岛徇都潜入地下寻找毒源，和QS班其余成员對抗「V」組織。
故事結局於東京保衛戰結束的六年後，與穗木和安浦調往地方分部，六月則升等到特等。
米林才子
聲優：佐倉綾音（日本）；石梓晴（香港）
物種：人類→昆克斯／階級：三等搜查官 ⇒ 二等搜查官
赫子：鱗赫／昆克：甲赫，B級「撲殺2號」
年齡：19歲→20歲／生日：9月4日（處女座）／血型：B型／身高：1.43（4英尺81⁄2英寸）／體重：不明
第一代「昆克斯班」。藍色長髮女性，平時都綁著雙馬尾，喜歡塗指甲油，有些胖。打字檢定一級。赫眼為左眼。個性有點單純，懶惰又貪玩、愛幻想，沉迷於電玩遊戲，平時都窩在房間裏，喜歡吃零食，是名符其實的宅女。似乎很在意自己的體重，但還是忍不住吃零食。經常不出任務並賴在家裏，後來被瓜江騙說要被CCG開除而決定開始認真工作。
把六月稱為「小六子」，佐佐木稱為「媽媽」。
有一個哥哥。年幼時母親帶著她和兄長離開丈夫，在外開了家居酒屋，但生意不好，於是和哥哥一起被母親安排到學費便宜的CCG學院初級部。
從沒想過要成為喰種搜查官，但在面臨選擇出路時，CCG以初級生為對象進行的「Qs手術實施資格測試」中，才子是在六名合格者中最出眾的那個。母親得知有手術有補償金後馬上就同意了手術，完全沒考慮過才子本人的感受，佐佐木由於同情其處境而沒有強迫她出任務。
幫助不知和六月裝扮成女性，與佐佐木及其他「Qs班」成員一起扮成女性，並潛入「胡桃鉗」捕獵人類的場所。
在「拍賣會」行動中，與林村直人（一等搜查官）和不知合作，成功討伐「胡桃鉗」。能夠自由操縱赫子的形狀，日常生活中也經常使用赫子幫忙拿東西之類瑣事。赫子威力非常驚人，攻擊後在地面留下巨大破壞痕跡，被林村形容為怪物。
因為缺少家庭溫暖，來到「Qs班」後一直很依賴佐佐木，稱佐佐木為媽媽。全程目睹琲世、雛實輪流與瀧澤對峙的狀況，因琲世可能消失或離開感到極度傷心不捨。在與小丑對戰中展現其真正實力並與小靜麗合力制服暴走狀態的瓜江。
對舊多成為局長後大規模捕殺喰種，連跟喰種接觸過的普通人類也不放過的政策非常反感，也是金木暴走後第一位表態願意跟喰種合作的搜查官。「黑山羊」崩潰戰後，因為感染「ROS病」導致左眼病變而脫離戰鬥，被送往醫院治療靜養。
故事結局於東京保衛戰結束的六年後，已痊癒，任職TSC偕同瓜江培養Qs，並且在兄長的陪同下送完母親最後一程。
小靜麗
聲優：榎吉麻彌（日本）
物種：半人類→昆克斯／階級：一等捜査官（第76期）。
赫子：甲赫／昆克：鱗赫，A級「快1/4號」
年齡：18歲／生日：6月20日（雙子座）／血型：B型／身高：1.67（5英尺51⁄2英寸）／體重：
第二代「昆克斯班」，月山家討伐戰後加入。女性，台灣人，小時候從台灣來到日本，在「白日庭」接受了英才教育，其徒手格鬥術無人能出其右她的出眾，才能僅次於相同出身的伊丙入。興趣是幫米林掏耳朵。在瓜江久生的帶領下，驅逐了23區中大部分的青桐樹的潛伏區域。
流島戰役，和Qs班負責清理沙灘上剩餘的青桐樹成員，之後跟隨瓜江尋找六月透。接到命令前去支援法寺班，之後參與到對戰中，配合瓜江進攻，使用格鬥術，多次傷害到亞門。在米林才子赫子的攻擊以及瓜江庫因克的攻擊下，以為戰勝了亞門，提議去追擊逃跑的瀧澤政道，但隨後被赫者化的亞門用赫子貫穿身體。於舊多二福暗中統領的「小丑」組織喰種進攻CCG時，和Qs班在2區對抗放火小丑，與瓜江配合熟練。瓜江赫子突破等級限制暴走之後，與米林共同阻止失控的瓜江，首度展現赫子，趁米林拖住瓜江時為其注射Rc抑製劑使其穩定下來。
故事結局於東京保衛戰結束的六年後，任職TSC，26歲時因為身體不適停職療養，協助延長半人類壽命的研究，其後回歸工作，活躍在事務與情報部門。
安浦晉三平
聲優：古川慎（日本）
物種：人類→昆克斯／階級：二等捜査官。
赫子：羽赫／昆克：尾赫，C級「繫Hard」
年齡：18歲／生日：11月18日（天蠍座）／血型：AB型／身高：1.85（6英尺1英寸）／體重：
第二代「昆克斯班」，月山家討伐戰後加入。特等官安浦清子的外甥，和阿姨的感情非常好。在安浦清子被奪走雙腿後發誓要向金木報仇，後與六月透一起行動，在黑山羊掃蕩戰中和六月聯手對付四方，但因不敵而戰敗。
後與六月透一同追擊董香，途中遭瓜江等人阻止，最後被小靜麗擊敗並勸解。
故事結局於東京保衛戰結束的六年後，調往地方分部，終身崇拜阿姨清子。
髯丸堂真
聲優：峯田大夢（日本）
物種：人類→昆克斯／階級：三等捜査官。
赫子：尾赫／昆克：尾赫，A級「髯鬼丸」
年齡：18歲／生日：8月20日（獅子座）／血型：O型／身高：1.67（5英尺51⁄2英寸）／體重：
第二代「昆克斯班」，月山家討伐戰後加入。很多親戚都是警官、消防員等救人的職業，所以正義感很強，富裕的名門出身。
故事結局於東京保衛戰結束的六年後，任職TSC並於警備和消防的強化合作中做出貢獻。
山頭絲絲
物種：人類→昆克斯。
第三代「昆克斯班」，結局時登場。綁著包包頭的少女。伊丙系和修的遠親。因為仰慕小靜麗而住進公寓，同時因為血緣關係有很強的身體能力。
立道龍泉
物種：人類→昆克斯。
第三代「昆克斯班」，結局時登場。留著翹尾短髮的少年。因為Qs對龍棄子能產生作用而繼續延深研究的成果。

### Oggai班
葉月肇
聲優：服部想之介（日本）
物種：人類→Oggai。
原為CCG收養的孤兒。後來接受手術，成為新一代的「oggai」班的隊長。最後在黑山羊殲滅戰役中被龍型化暴走的金木吃掉臉部被殺死。

### 0番隊
伊丙入
詳見「伊丙入」
僧頭理界
物種：半人類／年齡：16歲／血型：AB型／身高：1.64（5英尺41⁄2英寸）／體重：。
白日庭出身的0番隊隊員。僧頭分家，寡言的少年，但對親近的人很黏。擅長棍和槍狀的昆克。
偕同有馬貴將和零番隊參與梟討伐戰。跟著有馬夕乍加入黑山羊，後來在黑山羊崩潰戰裡為了幫助平子丈掩護董香逃走，偕同有馬夕乍和伊丙士皇對抗叶月肇和宇井郡，遭叶月肇殺害斬首，動畫版中修改為結局存活。
有馬夕乍
聲優：服部想之介（日本）；陳成港（香港）
物種：半人類／年齡：15歲／血型：B型／身高：1.60（5英尺3英寸）／體重：。
白日庭出身的0番隊隊員。有馬分家，沉穩溫和的少年，喜歡幻想，對戰鬥以外的世界有興趣。擅長長劍型的昆克。
偕同有馬貴將和零番隊參與梟討伐戰。在有馬貴將去世後跟平子丈護送金木離開並加入黑山羊。黑山羊崩潰戰裡偕同伊丙士皇與僧头理界幫助平子丈掩護董香逃走，對陣叶月肇和宇井郡，但不敵宇井郡的攻勢敗陣。在金木恢復後V組織率眾進攻CCG，隨同平子等人聯手對抗「V」，但是在和「QS」班支援戰敗的鈴木班保護鈴木什造時敗北，其後金木消滅喰种病毒中心的「核」，和QS班轉而組成追擊班負責殲滅試圖逃跑的「V」倖存成員。
故事結局於東京保衛戰結束的六年後，擔任TSC上等保安官，被旁人形容從其身上看見有馬貴將的影子，本人則表態婉拒繼承「貴將」的名字，同時也逐漸學會一些家常料理。
伊丙士皇
聲優：德留慎乃佑（日本）
物種：半人類／年齡：14歲／血型：B型／身高：1.53（5英尺0英寸）／體重：。
白日庭出身的0番隊隊員。伊丙分家，伊丙入的遠親。開朗、天真的少年。年紀是三人中最小，但喰種驅逐數卻是第一。
偕同有馬貴將和零番隊參與梟討伐戰。跟著有馬夕乍加入黑山羊，後來在黑山羊崩潰戰裡為了幫助佑平子丈掩護董香逃走，偕同有馬夕乍和僧头理界對抗叶月肇和宇井郡，遭叶月肇殺害斬首，動畫版中修改為結局存活。

### 其他搜查官
張間塔子
物種：人類。
在CCG學院時與亞門是同期生。篠原把其評價為正義感強、機靈的人。曾把曲奇送給篠原。跟亞門是朋友，後來於24區殉職。昆克為甲赫「堂島1/2」
中島康智
聲優：大黑和廣（日本）；蔡忠衛（香港）
物種：人類。
喰種對策教育所出身的局員搜查官，與後輩草場是搭檔。參與調查笛口母女的下落，在真戶殺死笛口涼子時在現場，之後被憤怒的董香襲擊，看見同事草場死亡後被亞門所救。
草場一平
聲優：村田太志（日本）；黃尉斯（香港）
電影版演員：前野朋哉（台灣配音：李香生）
物種：人類。
20區的三等局員搜查官。被亞門的正義感觸動因而尊敬他。參與調查笛口母女的下落，在真戶殺死笛口涼子時在現場，之後被憤怒的董香襲擊死亡。
累澤
聲優：小堀友里繪（日本）
物種：人類。
喰種對策局的情報部的捜査官，認為喰種不是人類，因為會危害到人類，驅逐也是理所當然的事，殺掉喰種小孩也不用難過。

### 其他職員
戶影豪正
聲優：宮崎敦吉（日本）；郭俊廷→周鑫霆（re）（香港）
物種：人類。
CCG學院的教官，有折手指的習慣，喜歡虐殺動物。曾為喰種收容所「庫克利亞」的審問官，期間對壁虎作出非常殘酷的審問，導致其人格扭曲。成為CCG「學院」教官後虐殺了不少動物，欺騙黑奈和奈白，說懷疑虐殺動物的是鈴屋，說其他職員也因害怕被別人知道CCG職員虐殺動物，決定把責任推到鈴屋身上，誰都不會懷疑。故事尾聲的六年後擔任TSC培養機構指導官，最後被一名學生刀刺身亡。
地行甲乙
聲優：川田紳司（日本）；張振熙→待確認（re）（香港）
物種：人類。
CCG研究室首席研究員，留著覆蓋雙眼的短髮，同時為GFG研究員。昆克的製作者，幾乎所有的昆克都出自他之手。擁有許多關於赫子、昆克、Rc細胞等的知識。故事尾聲的六年後於TSC研究所負責研發專供喰種可食用的人工食物。與此同時因為協助者的增加，拓寬了喰種研究的領域，也啟發不少研究者投身研究喰種的領域。
柴遼次郎
聲優：火山太田（日本）；李家傑（香港）
物種：人類。
CCG研究室的研究員，負責為Qs班的成員們定期檢查身體的研究員，被瓜江在內心諷刺「你和地行甲乙與青桐樹的嘉納是同一類人」。

## 人類
永近英良
聲優：豐永利行／上田麗奈【童年時期】（日本）；梁皓翔／陳雪瑩【童年時期】（香港）
舞台劇演員：宮崎秋人；電影版演員：小笠原海（台灣配音：黃天佑→喬資淯）
年齡：22歲／生日：6月10日／血型：O型／身高：1.71（5英尺71⁄2英寸）／體重：。
與金木研從小學就認識，兩人同樣就讀於上井大學。是金木的死黨，金木總稱他為英。為人看似輕浮，實則纖細，第六感極為敏銳。父親是喰種調查官，小學時因為父親過世被送往看護機構生活，其後被養父收養而邂逅金木。
起初在喰種對策局招募成為局員助理，因在青桐樹事件中匿名提供情報，而遭到丸手特等的注意，任命為亞門上等的「搜查官助理」。在獨眼之梟討伐戰中找到躲在下水道的金木並表示早已知道金木是喰種的身份，最後CCG官方消息上顯示是失蹤狀態。後於第二部劇情中確認為拯救當時在地下迷宮瀕死無路可逃的金木，要求金木把自己吃掉並展現實力與有馬一戰，使有馬覺得金木有活下去的價值而令其活下去。
動畫第二季「東京喰種{\displaystyle {\sqrt {A}}}」中，在獨眼之梟討伐戰中把金木帶到安定區，泡了兩杯咖啡。當金木用手掩著自己的赫眼時，他向金木表示早已知道他是喰種的身份，並提起被西尾襲擊的事，向金木拼命救自己表示感謝。談起自己對安定區喰種們的感受，暗示自己加入CCG是為了幫助金木。後來突然大量失血，原來是受了重傷，之前只是強顏歡笑，後來被金木以白布蓋著，並被其抱著送到CCG治療區。
第二部故事前中期以「稻草人」的外貌幫助金木。但後來揭示其因為先前的創傷，導致鼻部下方的臉部與頸部受創，仰賴發聲器發言。黑山羊崩潰戰後，趁著金木變成龍型態時帶領剩餘黑山羊成員前往CCG請願，促成CCG和黑山羊的合作契機。
故事結局於東京保衛戰結束的六年後，成為TSC的成員，負責處理人類和喰種的事件，同時活用CCG及TSC時期的經歷周遊世界各國，開展「共同戰線」從事和平活動，繼續支持金木。
嘉納明博
聲優：乃村健次（日本）；梁皓翔→周鑫霆（re）（香港）
電影版演員：岩松了（台灣配音：黃天佑）
嘉納綜合醫院院長，前CCG的解剖醫生。
利用神代利世的身體進行實驗創造人工喰種，將利世的器官移植到金木身上，讓金木變成半喰種。在利世被四方救走後，由於其宣稱不想待在人類的世界要加入青桐樹而被鯱帶走。其創造的人工喰種中成功的有金木研、安久黑奈和安久奈白等。在獨眼之梟討伐戰後以芳村功善作為供體，量產獨眼喰種。
第二部故事中，與艾特隔著螢幕觀看「拍賣會」現場的情況，後結合地行博士的Qs手術研究新的喰種化手術。最後在龍戰時於母親的墓地中舉槍自盡。
小坂依子
聲優：赤崎千夏（日本）
電影版演員：古畑星夏→森七菜（台灣配音：林慕青→連思宇）
董香在清巳高中時同學兼好友，個性溫柔。看到董香經常吃麵包，擔心她會發育不良，於是經常將自己做的料理分給董香吃。
第二部故事中，成為麵包店店員，與黑磐武臣為小學同學關係，後來接受了黑磐武臣的求婚，與黑磐武臣在CCG眾人的祝賀中舉行婚禮。由於被認定包庇身為喰種的董香而被監禁判決死刑，在金木巨大蜈蚣化後趁亂被黑磐武臣救走。
故事結局於東京保衛戰結束的六年後，與黑磐武臣育有一子，同時投入研究製作自己喜愛的麵包。
西野貴未
聲優：小堀友里繪（日本）；鄧潔麗→羅婉楓（re）（香港）
舞台劇演員：山谷花純；電影版演員：木龍麻生（台灣配音：連思宇）
年齡：20歲／生日：10月1日／血型：O型／身高：1.63（5英尺4英寸）／體重：。
上井大學醫學系醫學科二年級生，西尾錦的女友。在大一時父母與弟弟在旅行途中身亡。不久後因為將零錢忘在自動販賣機，與追上來還錢的西尾錦結識。
西尾被金木所傷後傷勢嚴重，打算把剛回家的貴未吃掉，因而發現西尾是喰種。露出肩膀時饑餓的西尾毫不猶疑地咬了其肩膀一口，後告訴西尾是他拯救了自己的性命，所以吃掉自己也不要緊叫西尾要活下去，令西尾對人類的看法改變。知道西尾有殺人但明白他是為了生存才會這樣做，只要殺的不是自己的親人或朋友而不在乎，並說自己只是幸好生為人類才能漂亮地活下去。從其身上能看到人類與喰種共存的希望。
為幫助西尾治癒傷勢去請求金木幫忙，後被月山做為人質抓走以逼迫金木現身，原被月山打算要讓金木吃她，在計劃失敗後因其知道西尾和金木是喰種，本來董香要將其殺死，但是卻說了董香的赫子「好漂亮」而董香動搖並放棄念頭。
第二部故事中，因西尾離開後在嘉納的秘密研究所當助手，目的是籍著嘉納的研究成果中尋找喰種被接受的理由，內心希望能跟喰種共存。
故事結局於東京保衛戰結束的六年後，任職TSC研究所，為了幫助喰種能調節味覺品嘗人類食物而繼續從事喰種研究，同時希望西尾錦能對她提出求婚。
掘千繪
聲優：潘惠美（日本）；王綺婷（香港）
月山習多年的人類朋友，被月山習暱稱為小老鼠。高中時期是晴南學院附屬高中的學生，與月山習是隔壁班的同學。第一部故事中只有幾格提過她的名字，在小說中與月山有兩篇幅的劇情，於第二部故事中正式登場。體格嬌小，興趣為攝影，因為想捕捉月山的八卦反被其發現，但是月山從她身上感覺不到食慾而沒有下手，後來因為她獨特的價值觀與月山追求美食的執念相仿，進而起了飼養她的念頭，之後一直維持著朋友關係直到大學畢業後。對月山百般吐嘈，月山卻一笑置之。以攝影照片賺取費用，也因為攝影的關係獲得許多情報。金木平時都是透過她獲取情報。
第二部故事中，此時為24歲，但外表上幾乎沒什麼變化，拿出駕照才證明自己的年紀。與「Qs班」周旋想拿到琲世的私物，為她的模特兒月山習而努力著。有著可以規避SS等級喰種的情報收集能力，曾與月山習搭檔追查逃出收容所的喰種下落，曾對著露出赫子的月山形容「閉嘴的月山美如畫」。常常窩在月山習的住所，月山也不以為意。兩個人都擁有爬窗技能。對於叶的威嚇，千繪以「他好像還挺喜歡我的呢」回應。
拍攝月山的捕食現場已經長達九年，面對失意的月山千繪回想起從高中時期的種種吐露出「我還沒玩夠啊，月山君」的心聲，後協助月山逃亡。在黑山羊討伐戰中在CCG與黑山羊成員聯手作戰時，拍攝到東京被大規模破壞的場面。
故事結局於東京保衛戰結束的六年後，將當時在「龍」戰拍攝的照片進行海外展示，持續數年支援TSC的工作，爾後再度回歸自己的攝影工作，被月山習視為終身摯友。
小倉久志
聲優：丹澤晃之（日本）；黃尉斯→黃榮璋（re）（香港）
電影版演員：鄧肯（台灣配音：陳余寬→梁興昌）
研究喰種的專家，不過其實知識都只是從片面資料推敲出來而已。與嘉納明博過去曾是同學關係。
田口
聲優：上田麗奈（日本）；鄧潔麗（香港）
金木住院時照顧他的護士，因知道嘉納的真面目而被青桐樹鎖定其為目標，被多田良拷問時可能已死亡。
太郎醬
聲優：武虎（日本）；鄧肇基（香港）
喰種餐廳的解剖人，A夫人的飼子，說話時用幼兒語。
金木的母親
聲優：高橋理惠子（日本）；鄧潔麗（香港）
金木的母親，丈夫很早就去世，獨自一人把金木養大。姐姐一直向她要錢，不斷工作來賺錢，幾乎完全不休息，於是因過勞而死。教導金木「與其傷害別人，寧可被別人傷害」。
金木的父親
金木的父親，生前蒐藏許多書籍且喜愛閱讀，在金木4歲時死於一場嚴重的事故，金木則負責在處理其身後事時，擔任撿骨的事宜。後來金木因為翻閱其生前遺留的書籍，為了緬懷父親而開始喜歡閱讀。
淺岡
金木的姨母，由於丈夫積欠債務失業造成生計困難，經常向金木的母親伸手要錢，間接導致金木母親去世，於是代替她負起照顧金木的責任。一開始對金木很親切，把他當成家裡的一分子，可是金木的成績總是比自己的兒子好，因而對金木產生敵意，對金木的態度愈來愈冷淡，金木也漸漸覺得他已失去容身之處。
淺岡優一
金木的表弟，學習成績比金木差，間接令金木受到冷淡對待。
安久七生
黑奈和奈白的父親，貿易公司斯芬克斯的實際領導者。曾投資CCG進行人工喰種的研究，疑似想將「人類喰種化研究」的情報洩露出去，後被CCG拋棄抹殺。
川上雫
聲優：上田麗奈（日本）；鄧潔麗（香港）
原CCG的學院候補生之一，對他人十分溫柔，經常面帶微笑。跟黑奈和奈白關係不錯。自知體弱多病而無法成為喰種搜查官，但仍夢想成為CCG的一員，參與搜查工作。在亞門仍是一等搜查官時作的演講後就因病去世。
瀧澤道江
聲優：川崎芽衣子（日本）；姜嘉蕾（香港）
瀧澤政道和聖奈的媽媽，十分關心政道，回家時關心他在外面是否吃得不好。
瀧澤聖奈
晴南學院大學一年級生，瀧澤政道的妹妹，外表很洋氣。
憂那
聲優：壽美菜子（日本）；高雅玲（香港）
芳村的妻子，是一名人類，在得知芳村是喰種後還愛著他，之後懷孕甚至不惜吃人肉來補充營養，為了生下其孩子。後來被V組織發現是一直在搜集喰種資料的記者，被芳村親手殺死前仍擔心會留下他孤單一人。
笹田秋
聲優：大久保瑠美（日本）
富良和涼的童年玩伴，經常跟著阿亮一起飛車。被喰種“燈籠”追殺因此被戳瞎右眼，在住院的期間非常後悔說是這一切都是神對那些學不乖的不良的懲罰，太志告訴她“做這種事的並不是神，是喰種”。後成為富良太志的妻子。
涼
聲優：鈴木達央（日本）
富良和秋的童年玩伴，是一名不良暴走族，經常帶著秋一起飛車。被喰種“燈籠”追殺，在太志受到攻擊的一瞬間推開他，自己隻身擋住攻擊而不幸身亡。
不知遙
聲優：關根明良（日本）
不知吟士的妹妹，因為感染「ROS病」需要長期療養和支付為數龐大的醫藥費，是促成吟士參與Qs手術的原因。在哥哥殉職後，Qs班實踐承諾，負責遙的醫藥費。結局六年後已經順利出院，但仍需要藥物控制，偕同Qs班至吟士的墳前致意。
鹽野瞬二
聲優：野坂尚也（日本）；李家傑（香港）
高槻泉的小說編輯，某次意外知道高槻泉是喰種，但未將此事說出。最後被舊多殺死作作成肉餅送給高槻泉當餐點。

## 黑山羊
由金木研繼承獨眼之王的身份成立的組織，終目的為讓人類與喰種能夠互相理解，金木研為促進人類和喰種和平共處對談而成立的聯合組織。成員有普通人類、半人類、半喰種、喰種（含部分前青銅樹成員、月山集團、軟碟們、貓頭鷹）、部分CCG成員。
黑山羊殲滅戰裡因為CCG掃蕩造成許多人員陣亡，但後來成功和CCG達成合作協議，聯手對抗V組織及小丑。和修之龍的戰役過後已解散，部分成員分別投入「共同戰線」和TSC（東京保安委員會），繼續為人類和喰種共存和城市維安目標做出貢獻。

## 註腳

### 出處
1. ↑  初登場，大學國文系一年級生。
2. ↑  青桐樹討伐戰篇。
3. ↑  東京喰種:re 第98話(如果以原本金木研的生日12/20為標準)
4. ↑  第一部單行本第1卷，第111頁，第64話.
5. ↑  第一部單行本第11卷，第58頁，第103話.
6. ↑  第一部單行本第11卷，第97頁，第106話.
7. 1 2  《東京喰種:re》故事開始時
8. 1 2 3 4 5 6 7 8 9 10  第二部單行本第4卷，第32話.
9. 1 2 3 4 5 6 7 8 9 10 11 12 13 14 15 16 17 18 19 20  第二部單行本第1卷，封面內頁.
10. ↑  第一部單行本第14卷，第226頁，後記.
11. ↑  東京喰種:re 第57話
12. ↑  第二部單行本第1卷，第14頁，第1話.
13. 1 2  第二部單行本第1卷，第168頁，第7話.
14. ↑  第二部單行本第1卷，第181頁，第8話.
15. 1 2  第二部單行本第2卷，第55-57頁，第12話.
16. ↑  第二部單行本第2卷，第73-77頁，第13話.
17. ↑  第二部單行本第1卷，第182頁，第8話.
18. ↑  第二部單行本第2卷，第24頁，第10話.
19. ↑  第二部單行本第1卷，第7話.
20. ↑  第二部單行本第1卷，第166頁，第7話.
21. ↑  第二部單行本第2卷，第64-65頁，第13話.
22. 1 2 3  第二部單行本第3卷，第31話.
23. ↑  初登場，清巳高等學校普通科二年級生。
24. ↑  青桐樹討伐戰後篇。
25. 1 2  第一部單行本第2卷，封面內頁.
26. 1 2 3  第一部單行本第8卷，71話.
27. 1 2  第一部單行本第1卷，9話.
28. ↑  第一部單行本第2卷，17話.
29. ↑  第一部單行本第3卷，20話.
30. 1 2  第一部單行本第3卷，28話.
31. ↑  第一部單行本第5卷，44話.
32. ↑  第一部單行本第5卷，45話.
33. ↑  第一部單行本第5卷，46話.
34. ↑  第一部單行本第12卷，第96-97頁，第116話.
35. 1 2  第一部單行本第14卷，143話.
36. 1 2  第二部單行本第1卷，第205-209頁，第9話.
37. 1 2  第二部單行本第2卷，第21-24頁，第10話.
38. 1 2  第二部單行本第4卷，第31.5話.
39. ↑  東京喰種:re 第125話
40. ↑  第一部單行本第12卷，第144-152頁，第119話.
41. 1 2  第一部單行本第12卷，第152頁，第119話.
42. ↑  第一部單行本第12卷，第153頁，第119話.
43. ↑  第一部單行本第13卷，第61-65頁，第125話.
44. 1 2  第一部單行本第12卷，封面內頁.
45. ↑  第一部單行本第2卷，13話.
46. 1 2  第一部單行本第5卷，封面內頁.
47. ↑  第一部單行本第1卷，4話.
48. 1 2 3  第一部單行本第5卷，43話.
49. ↑  第一部單行本第5卷，47話.
50. ↑  第一部單行本第13卷，128話.
51. ↑  第二部單行本第1卷，7話.
52. ↑  第一部單行本第2卷，第147頁，第17話.
53. ↑  第一部單行本第10卷，第10頁，第90話.
54. ↑  第二部單行本第1卷，第192頁，第9話.
55. ↑  第二部單行本第2卷，第20話.
56. ↑  第一部單行本第3卷，27話.
57. 1 2 3  第一部單行本第3卷，封面內頁.
58. ↑  第二部單行本第1卷，1話.
59. ↑  第二部單行本第2卷，第101-102頁，第15話.
60. 1 2 3  第二部單行本第4卷，第33話.
61. 1 2  第二部單行本第3卷，第30話.
62. ↑  第一部單行本第5卷，第196頁，卷尾漫畫《四方先生與廢物》.
63. ↑  第一部單行本第4卷，封面內頁.
64. ↑  第二部單行本第2卷，第151頁，第17話.
65. 1 2 3 4 5 6 7  第二部單行本第3卷，第23話.
66. 1 2  第二部單行本第2卷，第42頁，第11話.
67. ↑  第二部單行本第4卷，封面內頁.
68. 1 2  第二部單行本第5卷，第52話.
69. 1 2 3  第二部單行本第2卷，第81頁，第14話.
70. ↑  第二部單行本第2卷，第115-116頁，第15話.
71. ↑  第二部單行本第2卷，第163頁，第18話.
72. ↑  第二部單行本第2卷，第165頁，第18話.
73. ↑  第二部單行本第2卷，第181頁，第19話.
74. 1 2  第二部單行本第2卷，第211頁，第20話.
75. 1 2 3 4 5  第二部單行本第3卷，第22話.
76. ↑  第二部單行本第5卷，第152-154頁，第49話.
77. ↑  第一部單行本第14卷，封面內頁.
78. ↑  第一部12集，封面內頁.
79. ↑  第二部，第55話.
80. 1 2  第一部單行本第14卷，第205頁，第143話.
81. ↑  第一部單行本第12卷，第50-55頁，第114話.
82. ↑  第一部單行本第12卷，第63-70頁，第115話.
83. ↑  第一部單行本第12卷，第64-65頁，第115話.
84. ↑  第一部單行本第1卷，第22頁，第1話.
85. ↑  第一部單行本第2卷，第100頁，第14話.
86. ↑  第一部單行本第3卷，第39頁，第22話.
87. ↑  第一部單行本第3卷，第43頁，第22話.
88. 1 2  第一部單行本第3卷，第56頁，第22話.
89. ↑  第一部單行本第11卷，第159頁，第109話.
90. ↑  第一部單行本第1卷，第16-17頁，第1話.
91. ↑  第一部單行本第11卷，第140頁，第108話.
92. 1 2  第一部單行本第6卷，55話.
93. ↑  第一部單行本第6卷，54話.
94. 1 2  第一部單行本第8卷，76話.
95. ↑  第二部單行本第5卷，第51話.
96. ↑  東京喰種:re 第55話
97. ↑  東京喰種:re 第66話 芳村愛支:「母親還有養育自己的人，都被你們奪走的我，不會輕易接受。」
98. 1 2 3  第一部單行本第8卷，封面內頁.
99. 1 2  第一部單行本第8卷，70話.
100. ↑  第一部單行本第6卷，52話.
101. 1 2  第一部單行本第8卷，75話.
102. ↑  第二部單行本第1卷，9話.
103. ↑  第一部單行本第7卷，66話.
104. ↑  第一部單行本第7卷，68話.
105. 1 2 3  第一部單行本第10卷，封面內頁.
106. 1 2  第一部單行本第10卷，第20頁，第90話.
107. ↑  第一部單行本第10卷，第20-21頁，第90話.
108. 1 2  第二部單行本第2卷，第182頁，第19話.
109. 1 2 3 4 5  第二部單行本第3卷，第21話.
110. 1 2 3  第二部單行本第2卷，第203頁，第20話.
111. ↑  漫畫140話
112. 1 2  第二部單行本第1卷，第24頁，第1話.
113. 1 2 3 4  第二部單行本第2卷，第4頁.
114. ↑  第二部單行本第1卷，3話.
115. ↑  第二部單行本第1卷，4話.
116. ↑  第二部單行本第1卷，第111-112頁，第4話.
117. 1 2  第二部單行本第1卷，第114-115頁，第5話.
118. ↑  第二部單行本第1卷，第201頁，第9話.
119. ↑  第二部單行本第2卷，第103-104頁，第15話.
120. ↑  第二部單行本第2卷，第209-210頁，第20話.
121. 1 2  第一部單行本第14卷，第210-212頁，第143話.
122. 1 2  第二部單行本第2卷，第78-79頁，第13話.
123. ↑  第二部單行本第1卷，第88-90頁，第3話.
124. ↑  第一部單行本第14卷，第210頁，第143話.
125. 1 2  第一部單行本第11卷，封面內頁.
126. 1 2  第一部單行本第11卷，第27-28頁，第102話.
127. 1 2  第一部單行本第11卷，第51-53頁，第103話.
128. 1 2  第一部單行本第11卷，第54-55頁，第103話.
129. 1 2  第一部單行本第11卷，第128-129頁，第107話.
130. ↑  第一部單行本第11卷，第51頁，第103話.
131. 1 2 3 4 5  第一部單行本第9卷，封面內頁.
132. 1 2 3  第一部單行本第13卷，第34頁，第123話.
133. ↑  第一部單行本第14卷，第166頁，第141話.
134. ↑  第二部單行本第2卷，第212-213頁，第20話.
135. 1 2  第二部單行本第3卷，第25話.
136. 1 2 3 4  第一部單行本第6卷，封面內頁.
137. ↑  第一部單行本第3卷，第37頁，第21話.
138. 1 2 3 4 5  第一部單行本第6卷，第141頁，第56話.
139. 1 2  第一部單行本第8卷，第170-171頁，第77話.
140. ↑  第一部單行本第13卷，第45-46頁，第124話.
141. ↑  第一部單行本第14卷，第49頁，第135話.
142. ↑  第二部單行本第13卷，第146頁，第129話.
143. ↑  第二部單行本第2卷，第84頁，第14話.
144. 1 2 3  第二部單行本第1卷，第101頁，第4話.
145. ↑  第一部單行本第14卷，第152頁，第140話.
146. ↑  第一部單行本第12卷，第83-86頁，第116話.
147. ↑  第一部單行本第8卷，第40頁，第70話.
148. ↑  第一部單行本第5卷，第61頁，第43話.
149. ↑  第一部單行本第5卷，第62-65頁，第43話.
150. ↑  第一部單行本第5卷，第66頁，第43話.
151. ↑  第一部單行本第10卷，第42-43頁，第92話.
152. ↑  第一部單行本第10卷，第44-46頁，第92話.
153. ↑  第二部單行本第2卷，第160頁，第18話.
154. ↑  第一部單行本第7卷，第89-90頁，第63話.
155. 1 2  第二部單行本第2卷，第51頁，第12話.
156. 1 2  第一部單行本第13卷，第12-14頁，第122話.
157. ↑  第二部單行本第2卷，第142頁，第17話.
158. 1 2 3  第二部單行本第2卷，第167頁，第18話.
159. 1 2  第二部單行本第2卷，第171-172頁，第18話.
160. ↑  第二部單行本第2卷，第180頁，第19話.
161. ↑  第二部單行本第1卷，第33頁，第1話.
162. ↑  第二部單行本第1卷，第36-37頁，第1話.
163. ↑  第二部單行本第1卷，第45-46頁，第1話.
164. ↑  第二部單行本第1卷，第58頁，第2話.
165. 1 2 3 4 5 6 7  第二部單行本第2卷，第30頁，第11話.
166. ↑  第二部單行本第2卷，第37頁，第11話.
167. ↑  第二部單行本第2卷，第35頁，第11話.
168. 1 2  第二部單行本第1卷，第202頁，第9話.
169. ↑  第二部單行本第2卷，第50頁，第12話.
170. 1 2 3 4 5 6 7 8  第一部單行本第13卷，封面內頁.
171. ↑  東京喰種:re 第74話
172. 1 2  漫畫第二部「東京喰種:re」
173. ↑  東京喰種:re 第31.5話，日期是聖誕節，已經經過12月20日
174. ↑  東京喰種:re 第98話 在生日的時候死亡
175. ↑  第一部單行本第13卷，第31-32頁，第123話.
176. ↑  「IXA」的防護壁於 東京喰種 第139話 被金木研打壞，動畫第二季「東京喰種{\displaystyle {\sqrt {A}}}」改為被獨眼之梟芳村愛支打壞
177. ↑  東京喰種:re 第31.5話
178. ↑  東京喰種:re 第61話
179. ↑  東京喰種:re 第82話
180. ↑  第一部單行本第5卷，第192頁，第48話.
181. ↑  第一部單行本第5卷，第23頁，第81話.
182. 1 2  東京喰種 [JOKER]，第6頁.
183. ↑  第二部單行本第2卷，第26頁，第11話.
184. ↑  第一部單行本第5卷，第165-166頁，第47話.
185. ↑  第一部單行本第9卷，第5-6頁，第80話.
186. ↑  第一部單行本第13卷，第9頁，第122話.
187. ↑  第一部單行本第13卷，第10頁，第122話.
188. ↑  第一部單行本第13卷，第8頁，第122話.
189. ↑  第一部單行本第13卷，第11-12頁，第122話.
190. ↑  第一部單行本第13卷，第14-16頁，第122話.
191. ↑  第一部單行本第11卷，第125-126頁，第107話.
192. ↑  第一部單行本第14卷，第34-35頁，第134話.
193. ↑  第一部單行本第14卷，第96-97頁，第137話.
194. ↑  第二部單行本第1卷，第204頁，第9話.
195. ↑  第二部單行本第2卷，第27頁，第11話.
196. ↑  第二部單行本第2卷，第88-89頁，第14話.
197. ↑  第二部單行本第2卷，第124-125頁，第16話.
198. 1 2  第二部單行本第2卷，第133-134頁，第16話.
199. 1 2  第二部單行本第2卷，第147-148頁，第17話.
200. 1 2  第二部單行本第2卷，第148頁，第17話.
201. ↑  第二部單行本第2卷，第168-171頁，第17話.
202. ↑  第二部單行本第2卷，第172-173頁，第18話.
203. ↑  第一部單行本第7卷，第35頁，第60話.
204. ↑  第二部單行本第2卷，第80頁，第13話.
205. ↑  第二部單行本第2卷，第31頁，第11話.
206. 1 2 3  第二部單行本第2卷，第82頁，第14話.
207. ↑  第二部單行本第2卷，第81-82頁，第14話.
208. ↑  第二部單行本第2卷，第83頁，第14話.
209. ↑  第二部單行本第2卷，第86-89頁，第14話.
210. 1 2 3  第一部單行本第14卷，第197頁，第143話.
211. ↑  第一部單行本第8卷，第5頁，第69話.
212. ↑  第二部單行本第2卷，第205頁，第20話.
213. ↑  第二部單行本第13卷，第147頁，第129話.
214. 1 2 3 4 5 6 7 8 9 10 11 12 13 14 15 16 17 18 19 20  . 週刊YOUNG JUMP (集英社). 2015-02-26, (2015年14號) （日语）.
215. 1 2 3 4 5 6 7 8 9 10 11 12 13 14 15 16 17 18 19 20  第二部單行本第2卷，第193頁.
216. ↑  第二部單行本第2卷，第198頁，第20話.
217. 1 2  . 週刊YOUNG JUMP (集英社). 2015-03-12, (2015年16號) （日语）.
218. ↑  第一部單行本第13卷，第198頁，第132話.
219. 1 2  第二部單行本第13卷，第142頁，第129話.
220. ↑  第二部單行本第1卷，第21-24頁，第1話.
221. ↑  第二部單行本第1卷，第187-188頁，第8話.
222. ↑  第二部單行本第1卷，第191頁，第9話.
223. 1 2 3  . 週刊YOUNG JUMP (集英社). 2015-04-02, (2015年19號) （日语）.
224. 1 2  . 週刊YOUNG JUMP (集英社). 2015-03-19, (2015年17號) （日语）.
225. 1 2 3  . 週刊YOUNG JUMP (集英社). 2015-03-26, (2015年18號) （日语）.
226. 1 2  第二部單行本第13卷，第137頁，第129話.
227. ↑  第二部單行本第13卷，第33頁，第123話.
228. ↑  第二部單行本第11卷，第10頁，第101話.
229. ↑  第一部單行本第14卷，第201-203頁，第143話.
230. 1 2  第二部單行本第3卷，第24話.
231. ↑  第二部單行本第2卷，第202-203頁，第20話.
232. ↑  . 週刊YOUNG JUMP (集英社). 2015-03-05, (2015年15號) （日语）.
233. 1 2  東京喰種:re，第117話.
234. ↑  第二部單行本第1卷，第78-80頁，第3話.
235. ↑  第二部單行本第1卷，第78-83頁，第3話.
236. 1 2 3  第二部單行本第1卷，第169頁，第7話.
237. ↑  第二部單行本第1卷，第172頁，第8話.
238. 1 2  第二部單行本第1卷，第175頁，第8話.
239. ↑  第二部單行本第2卷，第15-16頁，第10話.
240. ↑  第二部單行本第2卷，第25頁，第11話.
241. ↑  第二部單行本第2卷，第28-29頁，第11話.
242. ↑  第二部單行本第2卷，第39-41頁，第11話.
243. ↑  第二部單行本第2卷，第110-114頁，第15話.
244. ↑  第二部單行本第2卷，第52-53頁，第12話.
245. 1 2  第二部單行本第2卷，第64頁，第13話.
246. 1 2  第二部單行本第3卷，第29話.
247. ↑  第二部單行本第1卷，第70-71頁，第2話.
248. ↑  第二部單行本第1卷，第78-82頁，第3話.
249. ↑  第二部單行本第1卷，第173-175頁，第8話.
250. 1 2  第二部單行本第1卷，第184-185頁，第8話.
251. ↑  第二部單行本第1卷，第36頁，第1話.
252. ↑  第二部單行本第1卷，第74頁，第3話.
253. ↑  第二部單行本第1卷，第112-113頁，第5話.
254. ↑  第二部單行本第1卷，第129頁，第5話.
255. ↑  第二部單行本第1卷，第9頁，第1話.
256. ↑  第二部單行本第1卷，第112頁，第4話.
257. ↑  第二部單行本第1卷，第17頁，第1話.
258. ↑  第二部單行本第2卷，第66頁，第13話.
259. 1 2 3 4  第二部單行本第2卷，第75頁，第13話.
260. ↑  第二部單行本第2卷，第154頁，第17話.
261. ↑  第二部單行本第2卷，第157-158頁，第18話.
262. ↑  第二部單行本第2卷，第159頁，第18話.
263. ↑  第二部單行本第2卷，第161頁，第18話.
264. ↑  第二部單行本第2卷，第163-165頁，第18話.
265. ↑  第二部單行本第2卷，第186-187頁，第19話.
266. ↑  第二部單行本第2卷，第192頁，第19話.
267. ↑  第二部單行本第2卷，第195-196頁，第20話.
268. ↑  第二部單行本第2卷，第209-211頁，第20話.
269. ↑  第114話.
270. ↑  . 週刊YOUNG JUMP (集英社). 2015-01-15, (2015年3號) （日语）.
271. ↑  第二部單行本第1卷，第5頁，第1話.
272. ↑  第二部單行本第2卷，第13-17頁，第10話.
273. ↑  第二部單行本第2卷，第177頁，第19話.
274. ↑  第二部單行本第2卷，第119頁，第16話.
275. ↑  第二部單行本第2卷，第70頁，第13話.
276. 1 2  第二部單行本第2卷，第71頁，第13話.
277. ↑  第二部單行本第2卷，第69頁，第13話.
278. 1 2 3 4 5 6  第二部單行本第6卷，封面內頁.
279. ↑  東京喰種:re 第61話。
280. ↑  第一部單行本第2卷，第87頁，第17話.
281. ↑  第一部單行本第3卷，第18頁，第20話.
282. 1 2  第一部單行本第13卷，第17-18頁，第122話.
283. ↑  第一部單行本第11卷，第48頁，第102話.
284. ↑  第一部單行本第11卷，第31-33頁，第102話.
285. ↑  第一部單行本第9卷，第42頁，第82話.
286. ↑  第二部單行本第1卷，第197頁，第9話.
287. ↑  第一部單行本第4卷，第112頁，第46話.
288. ↑  第一部單行本第5卷，第126頁，第46話.
289. ↑  第二部單行本第1卷，第69頁，第3話.
290. ↑  第一部單行本第10卷，第76頁，第93話.
291. 1 2 3  第一部單行本第11卷，第35頁，第102話.
292. ↑  第一部單行本第11卷，第31頁，第102話.
293. ↑  第一部單行本第13卷，第36頁，第123話.
294. ↑  第一部單行本第12卷，第150頁，第119話.